# Renaissance (Louvre-Lens)
Pour les articles homonymes, voir Renaissance (homonymie).
Renaissance est une exposition temporaire du Louvre-Lens qui a lieu dans la Galerie des expositions temporaires, du 4 décembre 2012, jour de l'inauguration, jusqu'au 11 mars 2013. Cette exposition présente au travers de 270 œuvres environ la  période de la Renaissance européenne, du XVe siècle au XVIe siècle. Bien que quelques œuvres soient prêtées par le musée de Cluny, le musée des arts décoratifs de Paris, ou le musée national de la Renaissance au château d'Écouen, la quasi-intégralité des œuvres proviennent du musée du Louvre, et plus précisément des départements des peintures, des sculptures, des objets d'art et des Arts graphiques.
L'œuvre majeure de cette exposition, comme l'est La Liberté guidant le peuple d'Eugène Delacroix dans l'exposition la Galerie du Temps, est La Vierge, l'Enfant Jésus et sainte Anne de Léonard de Vinci.
Un peu plus de 150 000 visiteurs sont venus voir l'exposition sur une période de trois mois et une semaine. Cette dernière a été remplacée par L'Europe de Rubens, dédiée à Pierre Paul Rubens et à ses contemporains.

## Description

La Vierge, l'Enfant Jésus et sainte Anne (no 253), Léonard de Vinci.

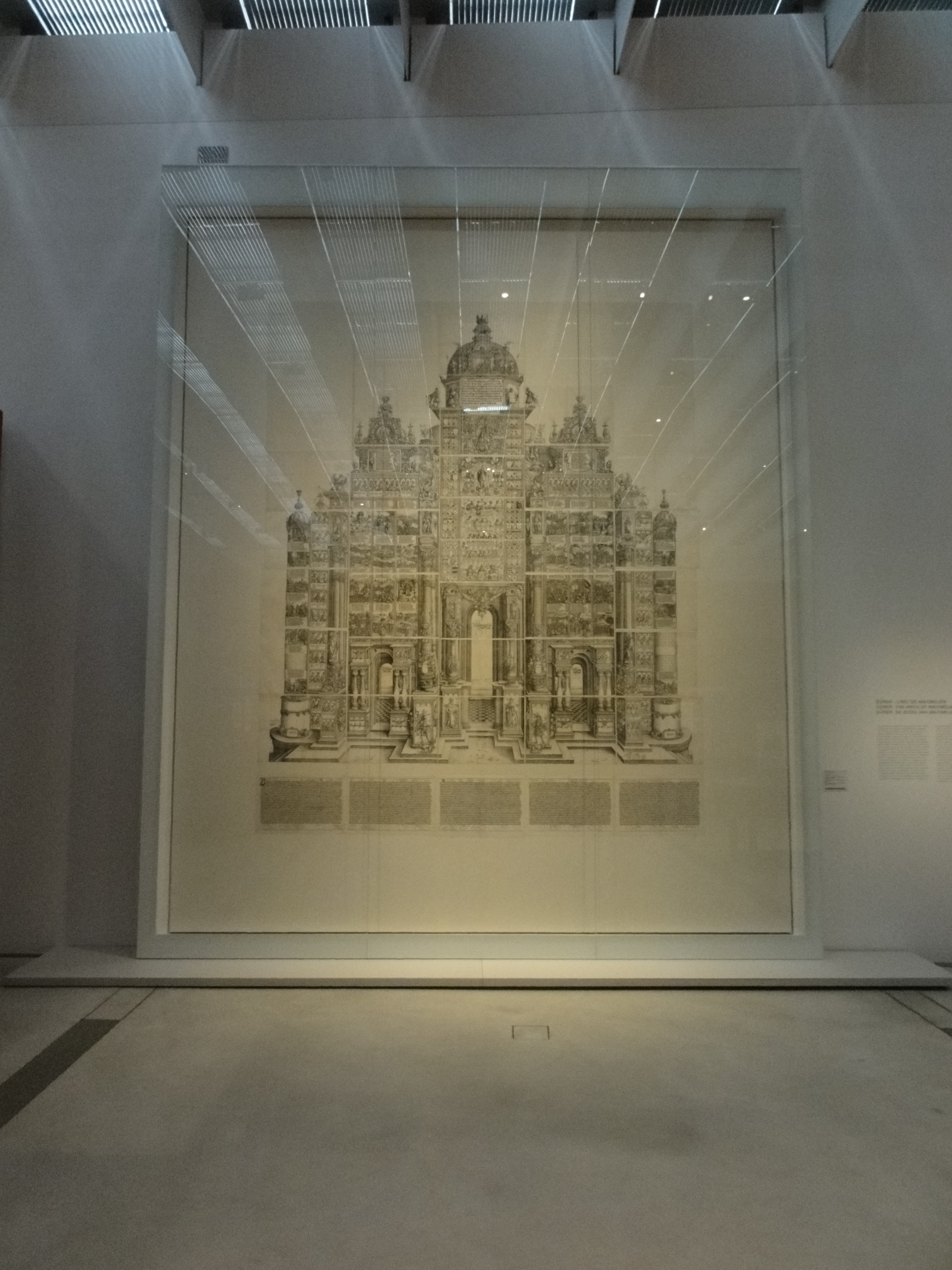
Arc de triomphe de Maximilien (no 166), Albrecht Dürer.

Renaissance prend place comme exposition inaugurale dans la Galerie des expositions temporaires du Louvre-Lens. Elle commence le 4 décembre 2012 et se termine le 11 mars 2013. Cette galerie s'étend sur 1 800 m2, soit une superficie deux fois moindre à la Grande galerie de 4 000 m2 qui héberge La Galerie du temps. Le tarif plein d'entrée à cette exposition est de neuf euros tandis que le tarif réduit est de huit euros.
Cette exposition, comme la suivante dénommée L'Europe de Rubens, a également pour objectif d'attirer les visiteurs en provenance de Belgique, des Pays-Bas et d'Allemagne, et de « marquer le positionnement du Louvre-Lens au cœur de l'actualité culturelle euro-régionale ».

### Commissariat scientifique
La commissaire-générale de l'exposition est Geneviève Bresc-Bautier et le scénographe Adrien Gardère.

### Œuvres majeures
La Vierge, l'Enfant Jésus et sainte Anne (no 253), peinte par Léonard de Vinci, est décrite par Xavier Dectot comme le joyau de cette première exposition ; ce dernier même la trouve plus belle que La Joconde, surtout depuis la restauration de l'œuvre. Haut de près de 3,50 mètres, large de trois mètres et composé de trente-six feuilles conservées dans un album, l'Arc de triomphe de Maximilien (no 166), par Albrecht Dürer, est l'œuvre la plus monumentale de cette exposition ; il a d'ailleurs été restauré pour l'occasion,. Cet exemplaire provient de la collection Edmond de Rothschild, et était auparavant passé entre de nombreuses mains.

### Organisation de l'espace
La Galerie des expositions temporaires est divisée en une succession de salles. Geneviève Bresc-Bautier et Adrien Gardère ont osé un parti-pris différent de celui adopté habituellement au musée du Louvre : ils ont reconstitué une sorte de period room qui s'étend sur une période allant de 1515 à 1535. Jean-Pierre Changeux a eu carte blanche pour évoquer l'anatomie et l'étude du corps, dans les sciences et dans les arts. D'autres parties de l'exposition mettent en exergue des montres du XVIe siècle. De vraies antiques sont exposées à côté de copies.

L'organisation de l'espace : quelques salles
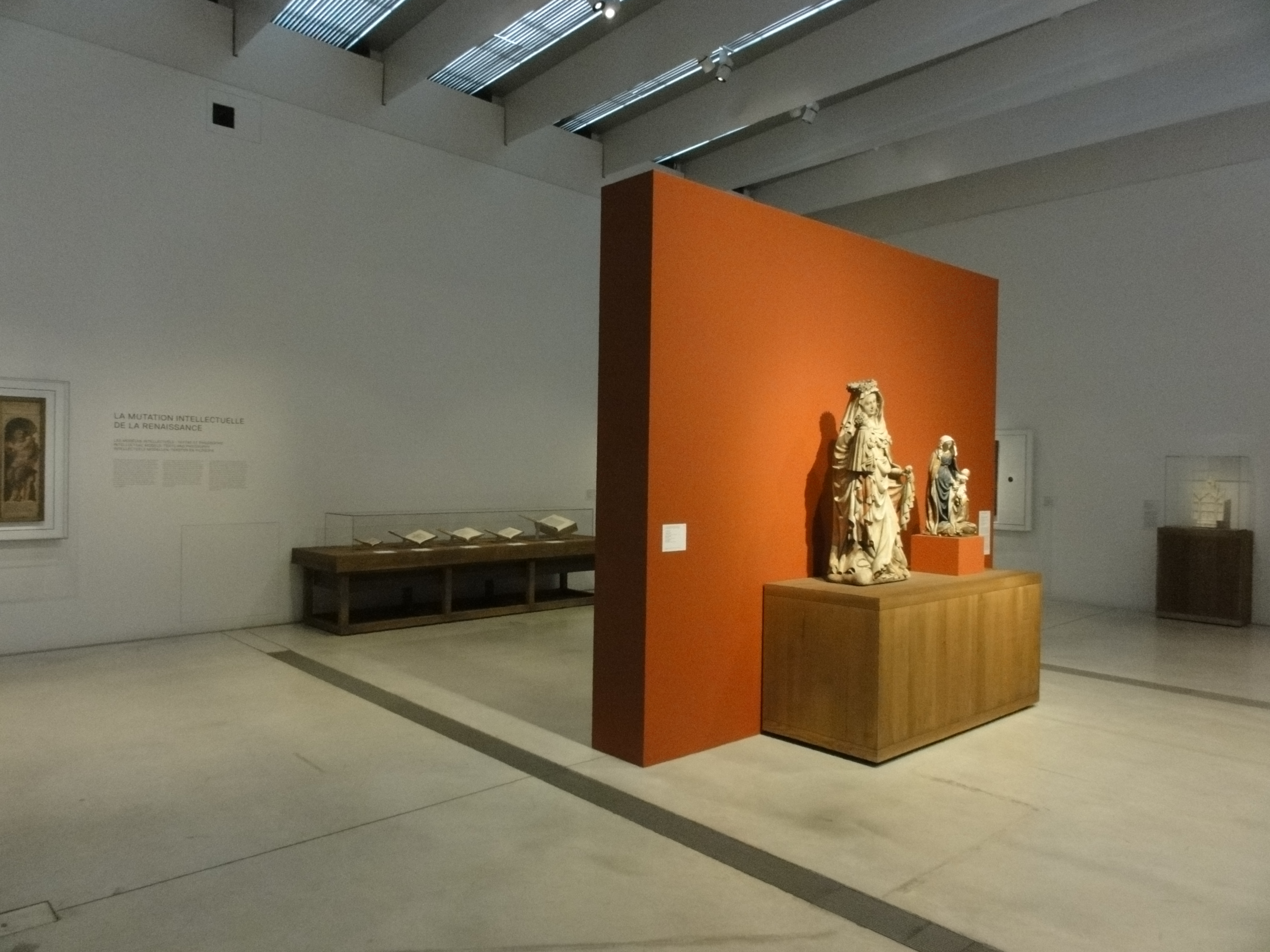
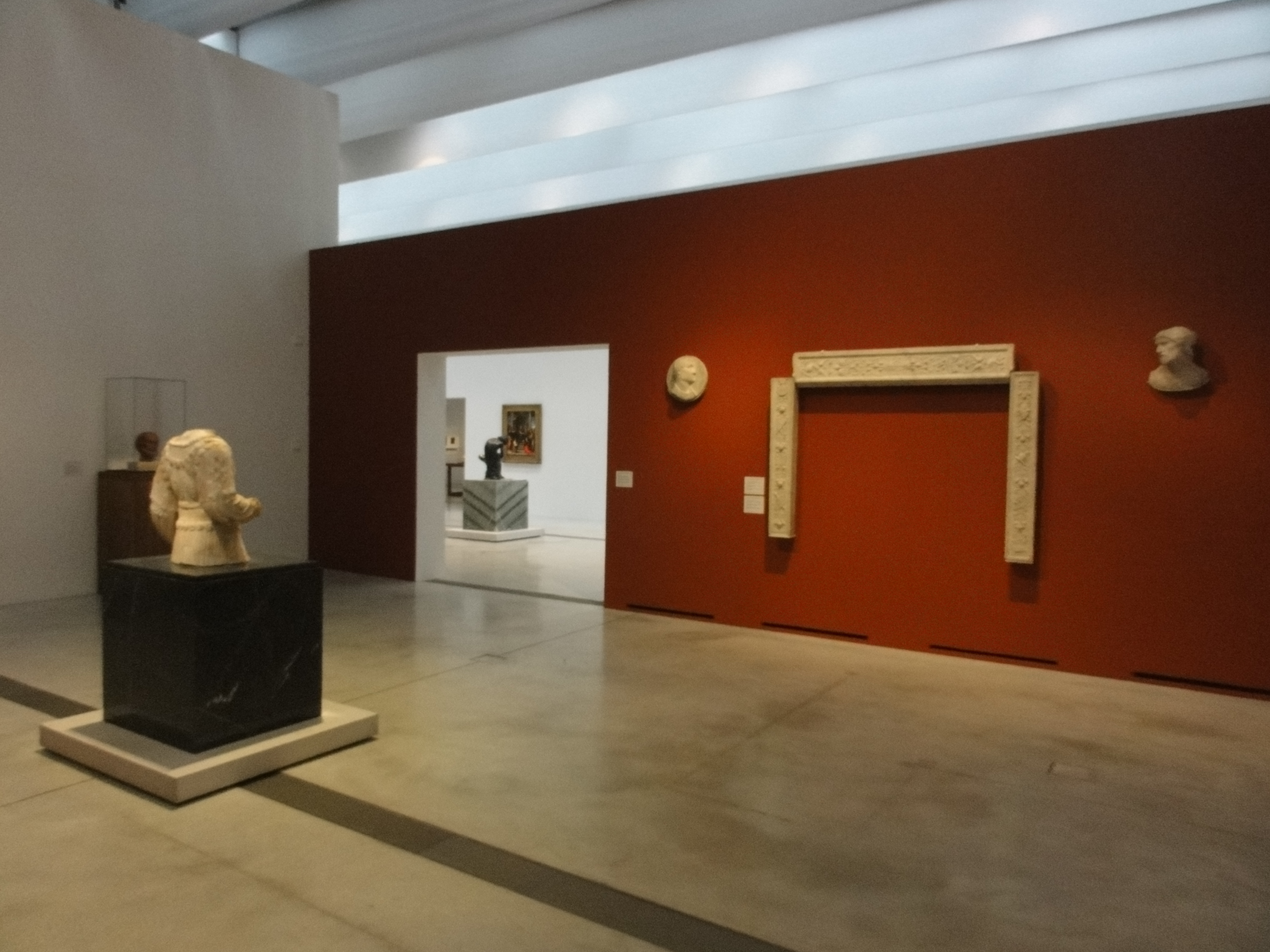
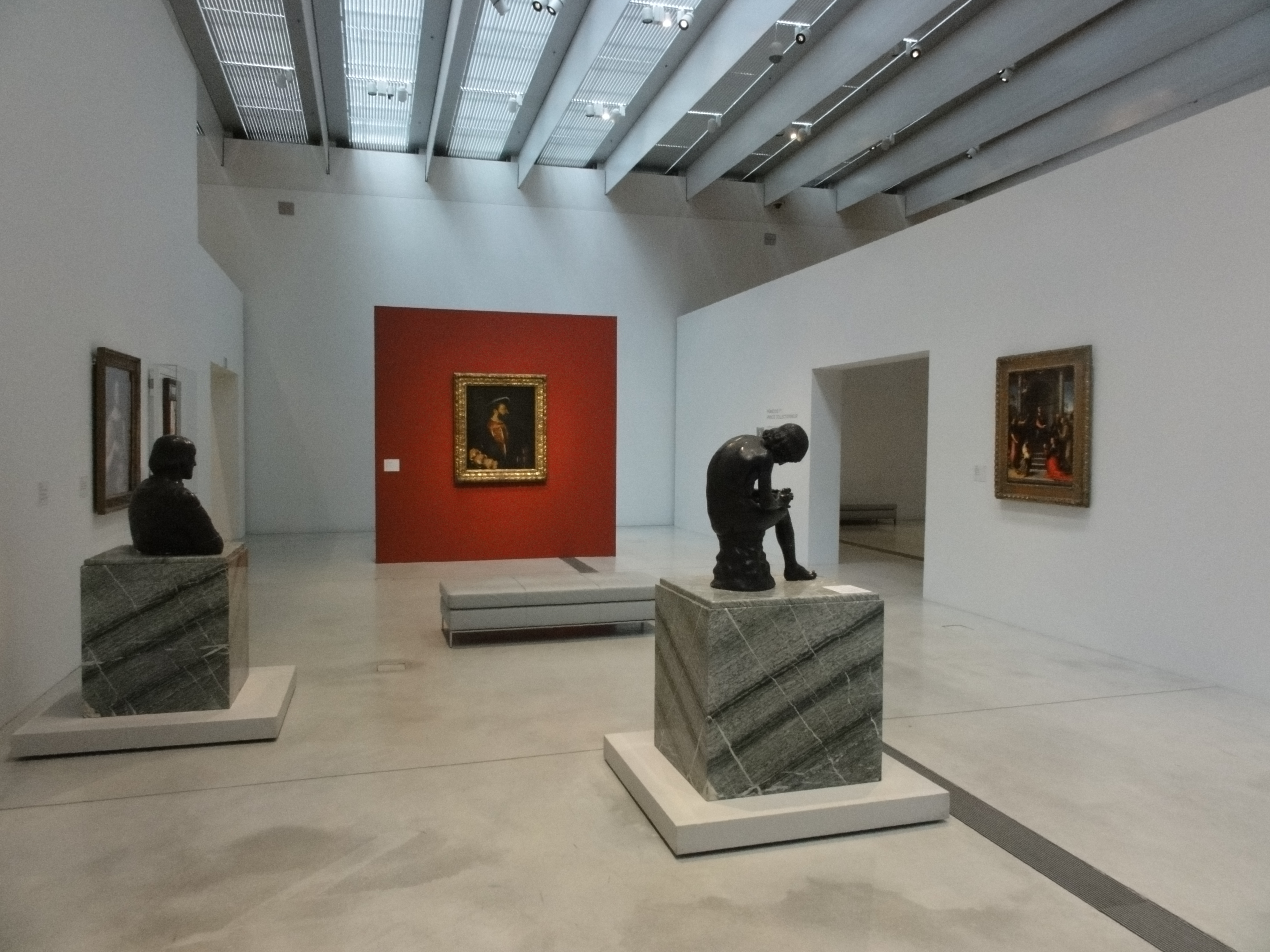
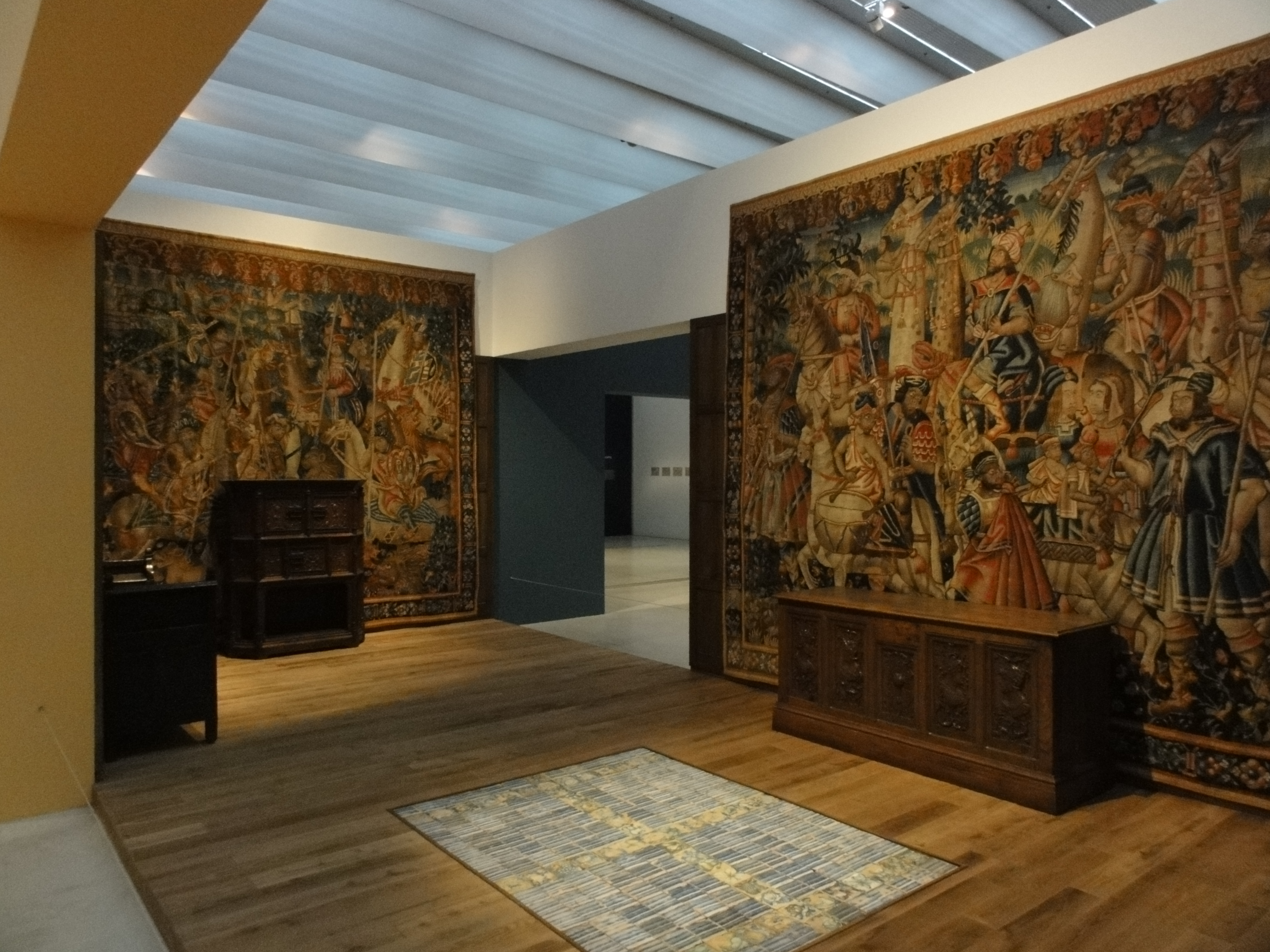
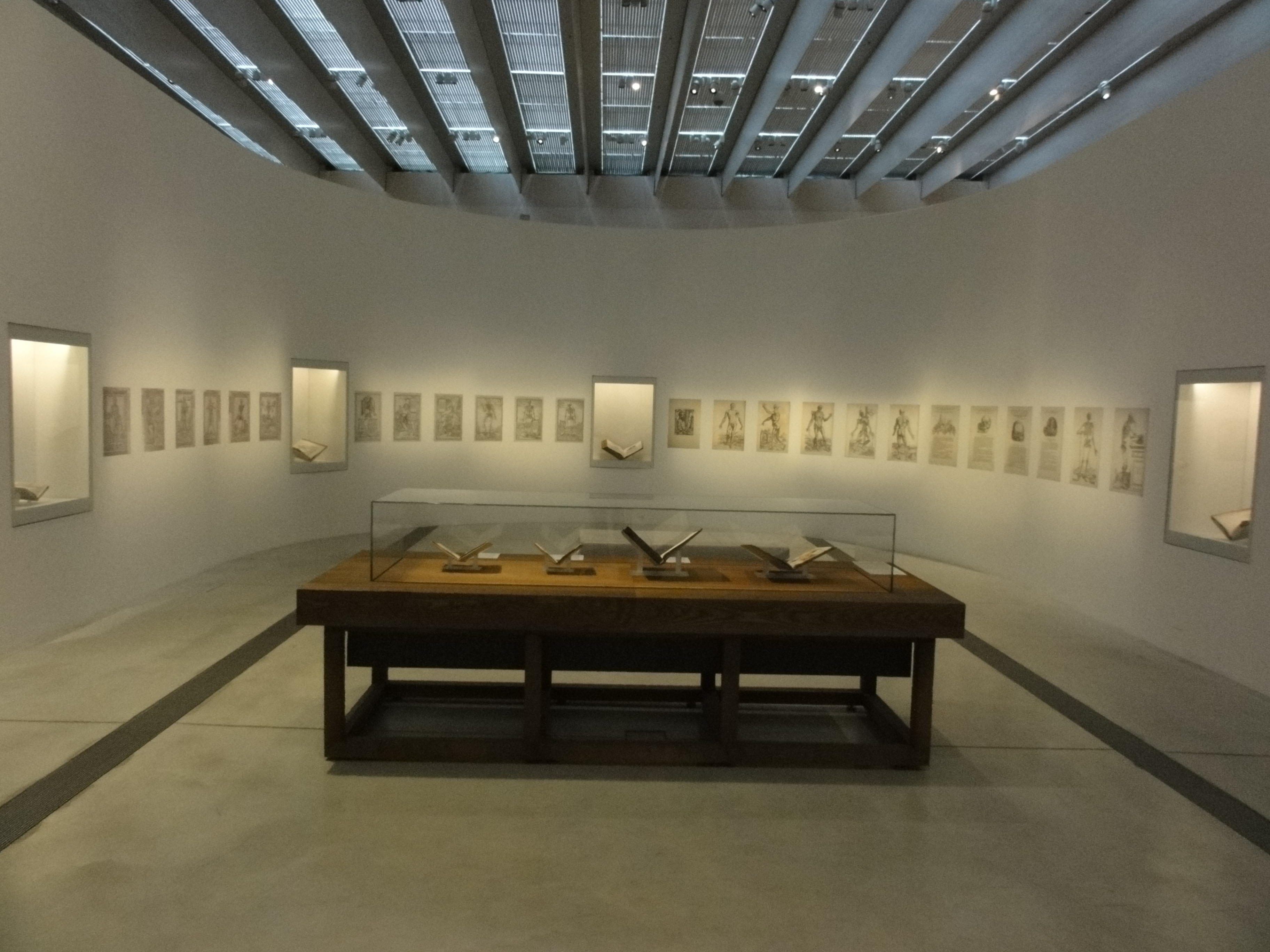
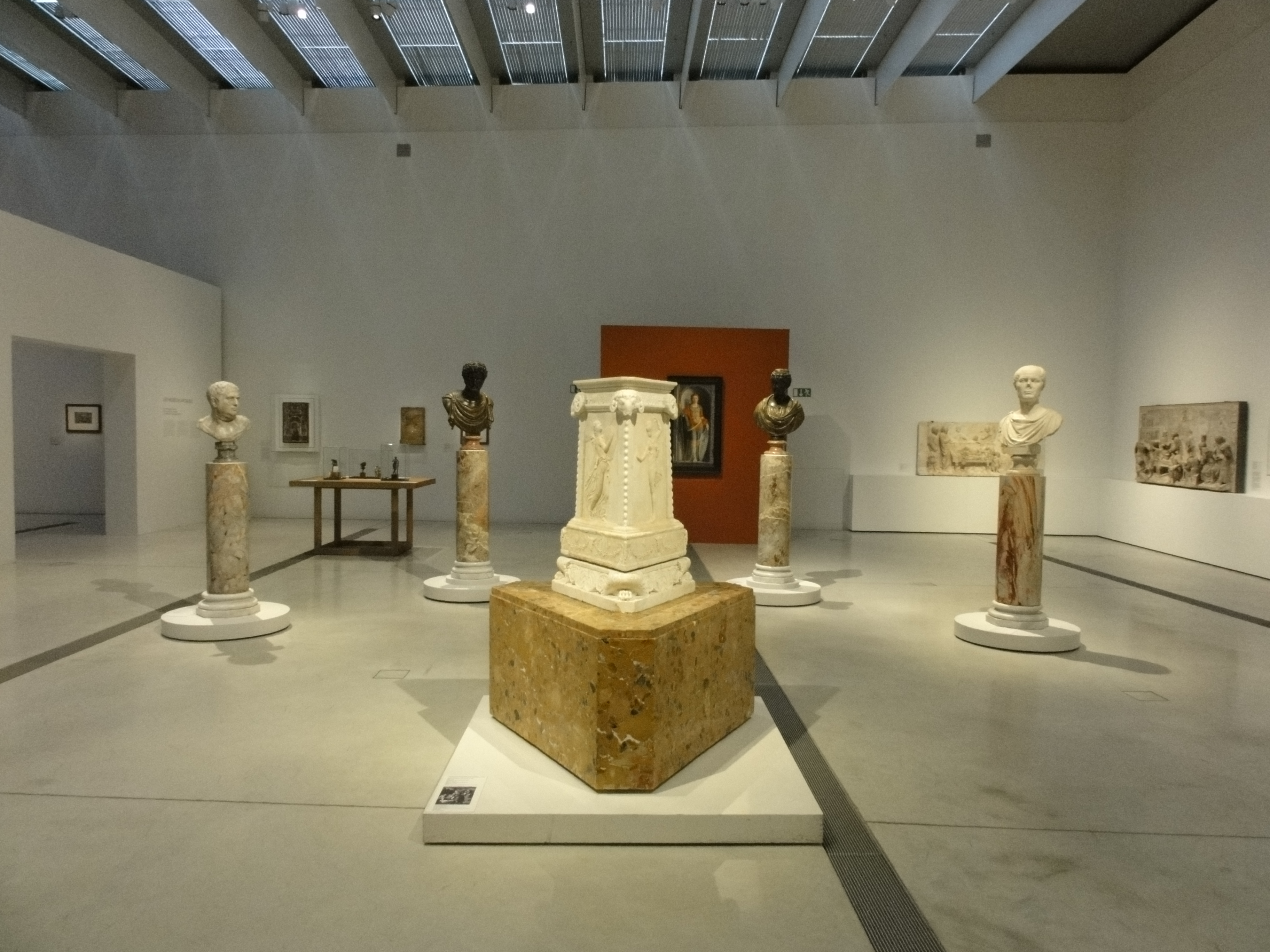
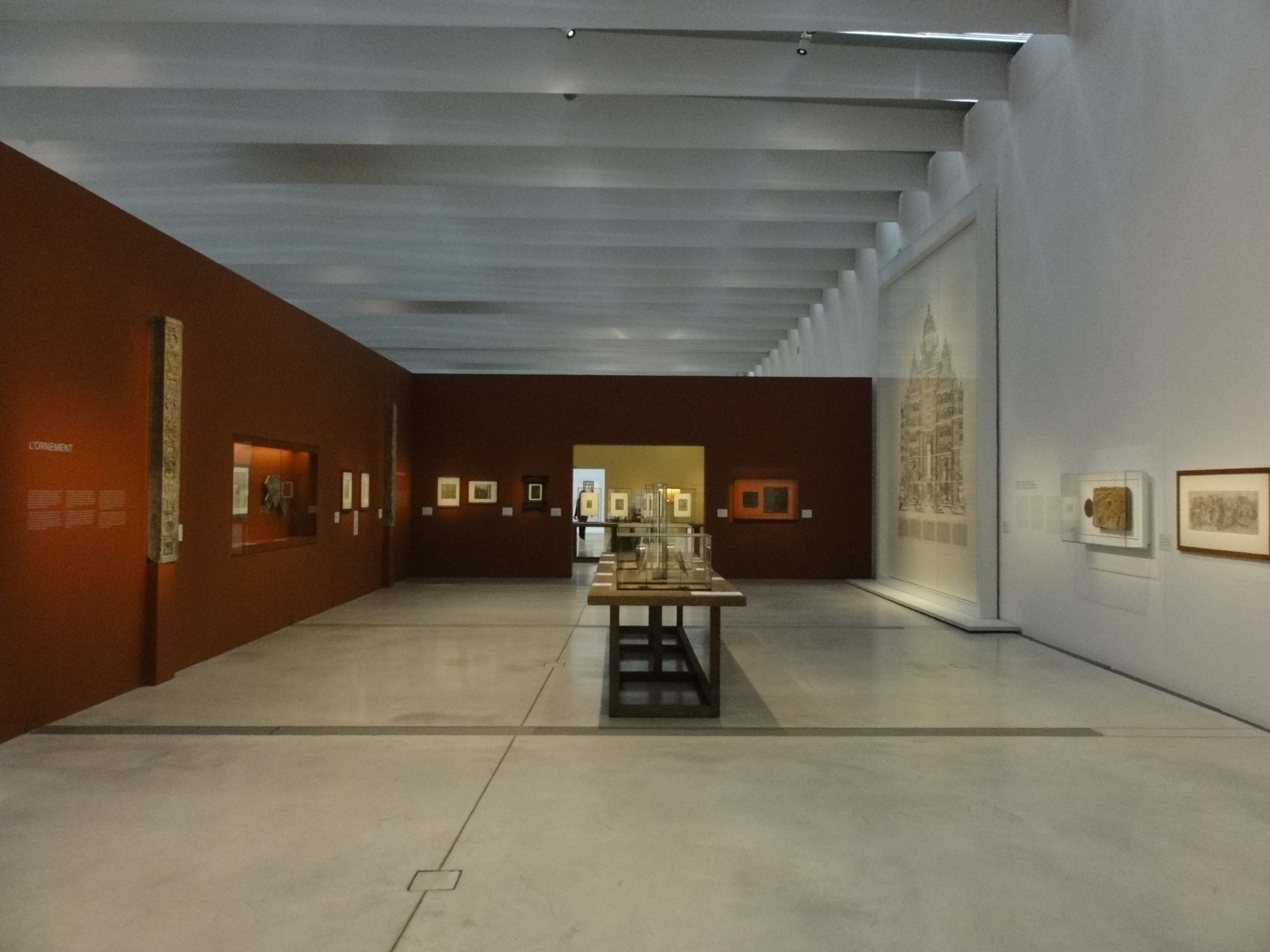
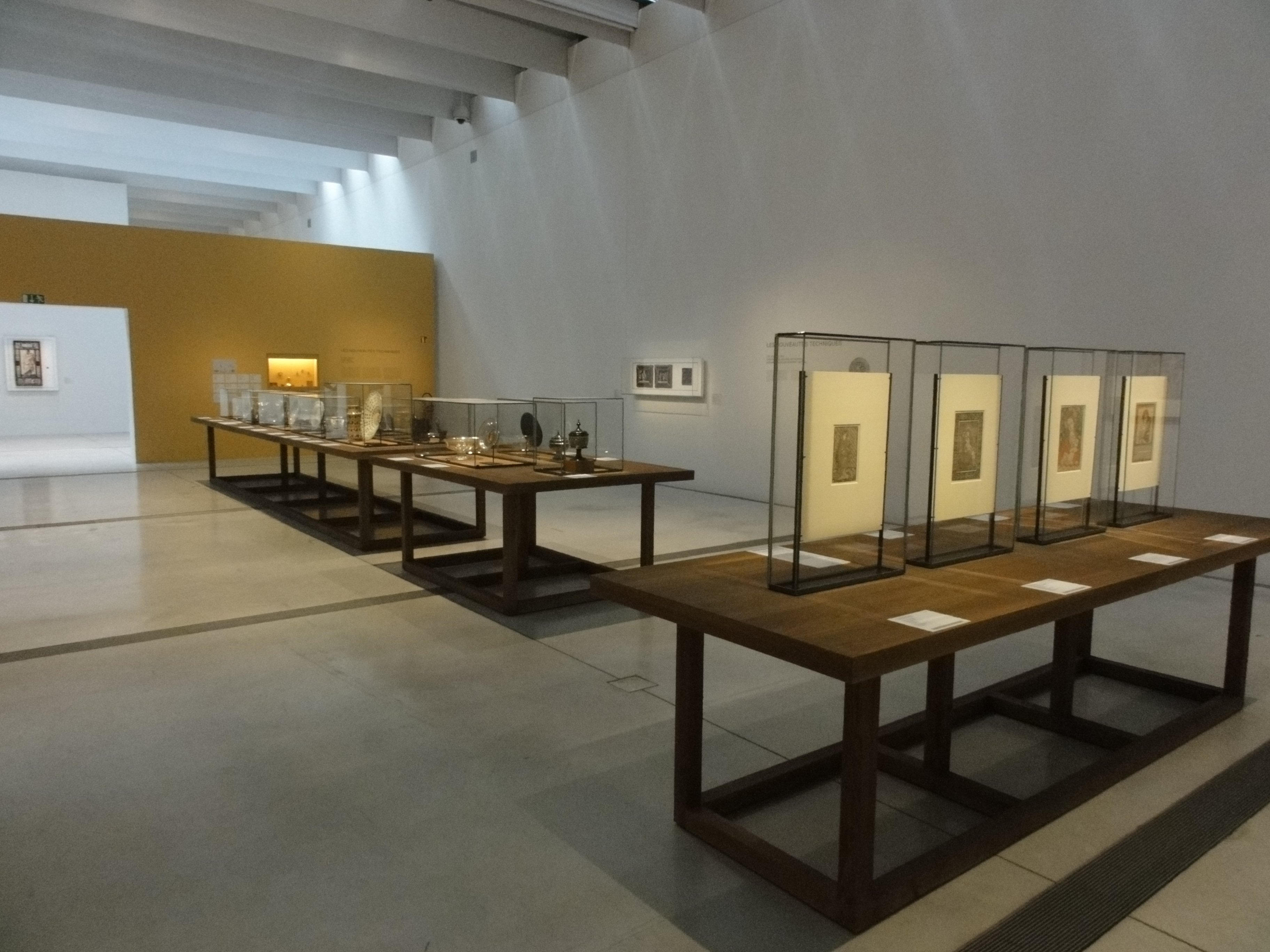

## Fréquentation
De l'inauguration le 4 décembre 2012 jusqu'au 3 janvier 2013 au soir, c'est-à-dire pendant le premier mois, 70 000 visiteurs sont allés à l'exposition Renaissance, plus de 140 000 ont visité le musée.
Cette proportion d'un visiteur sur deux se confirme ensuite. Quelques jours avant la clôture de l'exposition, le 6 mars, Xavier Dectot, directeur du Louvre-Lens, rapporte sans avoir encore les chiffres détaillés qu'environ un visiteur sur deux est allé visiter l'exposition, soit 150 000 personnes, puisque le musée en a accueilli 300 000. Il explique aussi qu'une journée de la semaine précédente, l'exposition temporaire a accueilli cinq visiteurs de plus que la Galerie du Temps, pourtant gratuite. Xavier Dectot estime donc que l'exposition inaugurale est une réussite, et que « les bâtiments du Louvre-Lens sont adaptés à l'organisation d'une exposition internationale de haut niveau ». À ce titre, d'autres expositions sont en préparation, non seulement celles de 2013 mais également celles de 2014 et 2015. Le 14 mars, L'Avenir de l'Artois rapporte effectivement qu'un peu plus de 150 000 visiteurs sont venus voir l'exposition (qui a pris fin le 11 mars), alors que de l'inauguration jusqu'à cette date, le musée a accueilli en tout 330 000 visiteurs.

## Liste des œuvres
| Illustration | No  | Titre | Artiste                                                                                         | Origine géographique                                                                 | Date                                        | Technique/matériaux | Dimensions | Numéro d'inventaire                             | Mode d'acquisition |
| ------------ | --- | --- | ----------------------------------------------------------------------------------------------- | ------------------------------------------------------------------------------------ | ------------------------------------------- | --- | --- | ----------------------------------------------- | --- |
|              | 1   | Le Festin d'Hérode | Lorenzo Monaco                                                                                  |                                                                                      | 1387-1388                                   | bois | H. 33 cm ; l. 67 cm | INV 290                                         | département des peintures, prélevé et emporté au Louvre sous Napoléon 1er, 1814                                                                               |
|              | 2   | La Décollation de saint Jean-Baptiste et le banquet d'Hérode, | Fra Angelico                                                                                    |                                                                                      | vers 1427-1430                              | élément de prédelle, bois | H. 21,5 cm ; l. 32,7 cm | RF 196                                          | département des peintures, donation de Charles-Horace His de La Salle, 1878                                                                                   |
|              | 3   | La Vierge trônant et l'Enfant tenant un rosaire | inconnu                                                                                         | Vénétie ou côte adriatique                                                           | XVe siècle                                  | marbre et mosaïque en partie complétée | H. 86 cm ; l. 43 cm ; pr. 8,5 cm | RF 769                                          | département des sculptures, don d'Ernest Grandidier, 1886 |
|              | 4   | La Vierge assise tenant l'Enfant sur les genoux et entourée de deux anges volants | Antonio Rossellino                                                                              |                                                                                      | XVe siècle                                  | stuc polychrome | H. 69,5 cm ; l. 53,5 cm ; pr. 8,5 cm | Camp 16                                         | département des sculptures, collection Giampietro Campana, acquise en 1861                                                                                    |
|              | 5   | Scènes de la vie de la Vierge et saints franciscains, | inconnu                                                                                         | Italie du Nord ? Toscane ?                                                           | vers 1460-1480                              | triptyque, ivoire d'éléphant sur âme de bois, os | H. 57,4 cm ; l. 31,1 cm ; pr. 9,7 cm | OA 2588                                         | département des objets d'art, acquis en 1882 |
|              | 6   | Le Sacerdoce de la Vierge ou Digne vesture au prestre souverain, | Maître des Heures Collins                                                                       | Amiens                                                                               | 1438                                        | bois (chêne) | H. 99 cm ; l. 57 cm | RF 1938-63                                      | département des peintures, acquis en 1938 |
|              | 7   | L'Annonciation, | Rogier van der Weyden et atelier                                                                | Bruxelles                                                                            | vers 1435-1440                              | bois (chêne) | H. 86 cm ; l. 92 cm | INV 1982                                        | département des peintures, saisi à Turin, 1799 |
|              | 8   | Vierge à l'Enfant | inconnu                                                                                         | Metz, Lorraine                                                                       | vers 1430                                   | statue, pierre calcaire, restes de polychromie | H. 125 cm ; l. 62 cm ; pr. 36 cm | RF 1526                                         | département des sculptures, legs d'Isaac de Camondo, 1911 |
|              | 9   | Vierge à l'Enfant | inconnu                                                                                         | Île-de-France                                                                        | entre 1450 et 1500                          | statue, pierre polychrome | H. 70 cm ; l. 24 cm ; pr. 29,5 cm | RF 584                                          | département des sculptures, acquis en 1882 |
|              | 10  | La Commedia (La divine comédie), édition de Niccolò Tedeschi, | Dante Alighieri                                                                                 | Florence                                                                             | 1481                                        | | H. 42,5 cm ; l. 29 cm | L 58 LR                                         | département des Arts graphiques, collection Edmond de Rothschild, donation d'Edmond de Rothschild, 1935                                                       |
|              | 11  | Æsopi vita et fabulæ (Vie et fables d'Ésope) | Francesco Del Tuppo                                                                             | Naples                                                                               | 1485                                        | | H. 16 cm ; l. 12,5 cm | L 59 LR                                         | département des Arts graphiques, collection Edmond de Rothschild, donation d'Edmond de Rothschild, 1935                                                       |
|              | 12  | Platon, | Joos van Wassenhove                                                                             |                                                                                      | 1476                                        | bois (peuplier) | H. 101 cm ; l. 68 cm | MI 655                                          | département des peintures, acquis en 1861 |
|              | 13  | Vittorino da Feltre, | Joos van Wassenhove                                                                             |                                                                                      | 1476                                        | bois (peuplier) | H. 95 cm ; l. 58 cm | MI 645                                          | département des peintures, acquis en 1861 |
|              | 14  | Avers : Vittorino da Feltre. Revers : un pélican sur son nid | Pisanello                                                                                       |                                                                                      | après 1446                                  | médaille, bronze à patine brune | diam. 6,37 cm ; ép. 0,74 cm | OA 2091                                         | département des objets d'art, don de Gustave Dreyfus, 1874 |
|              | 15  | Portrait d'Érasme écrivant | Hans Holbein le Jeune                                                                           | Bâle                                                                                 | 1523                                        | bois (tilleul) | H. 42 cm ; l. 32 cm | INV 1345                                        | département des peintures, collection Everhard Jabach, acquise par Louis XIV, 1671                                                                            |
|              | 16  | Érasme de Rotterdam | Albrecht Dürer                                                                                  |                                                                                      | 1526                                        | burin | H. 25,6 cm ; l. 20 cm | 603 LR                                          | département des Arts graphiques, collection Edmond de Rothschild, donation d'Edmond de Rothschild, 1935                                                       |
|              | 17  | Allégorie de la puissance de l'Amour | Cristofano di Michele Martini Robetta                                                           | Florence                                                                             | fin XVe siècle - début XVIe siècle          | burin | H. 30,9 cm ; l. 28,9 cm | 3834 LR                                         | département des Arts graphiques, collection Edmond de Rothschild, donation d'Edmond de Rothschild, 1935                                                       |
|              | 18  | Pan, Amphion, Musée et Marsyas, | Baldassarre Peruzzi                                                                             | Rome                                                                                 | vers 1521 ?                                 | bois | H. 95 cm ; l. 27 cm (chaque panneau) | RF 998                                          | dépôt du musée de Cluny au département des peintures, 1896 |
|              | 19  | Projet pour un monument à Virgile | cercle d'Andrea Mantegna                                                                        |                                                                                      | vers 1500                                   | plume et encre brune, lavis gros, traces de pierre noire... | H. 34 cm ; l. 22 cm | RF 439 recto                                    | département des Arts graphiques, donation de Charles-Horace His de La Salle, 1878                                                                             |
|              | 20  | Emblemata (Emblèmes), édition de Guillaume Rouillé | Andrea Alciato                                                                                  | Lyon                                                                                 | 1550                                        | | | L 93 LR                                         | département des Arts graphiques, collection Edmond de Rothschild, donation d'Edmond de Rothschild, 1935                                                       |
|              | 21  | Allégorie de la chute de l'Humanité Allégorie de la rédemption de l'Humanité | Giovanni Antonio da Brescia                                                                     | Mantoue                                                                              | vers 1500-1505                              | burin | H. 30 cm ; l. 43.2 cm H. 29,5 cm ; l. 43.3 cm | 3881 LR 3882 LR                                 | département des Arts graphiques, collection Edmond de Rothschild, donation d'Edmond de Rothschild, 1935                                                       |
|              | 22  | Hypnerotomachia Poliphili (Le songe de Poliphile) | Francesco Colonna                                                                               | Venise                                                                               | 1499                                        | | | L 63 LR                                         | département des Arts graphiques, collection Edmond de Rothschild, donation d'Edmond de Rothschild, 1935                                                       |
|              | 23  | Discours du songe de Poliphile | Francesco Colonna                                                                               | Paris                                                                                | 1546                                        | | | L 124 LR                                        | département des Arts graphiques, collection Edmond de Rothschild, donation d'Edmond de Rothschild, 1935                                                       |
|              | 24  | Portrait d'homme : Giacomo di Giovanni d'Antonio Loiani, | Maître des portraits Baroncelli                                                                 |                                                                                      | vers 1489-1499                              | pointe d'argent sur papier préparé gris bleuté. Doublé | H. 14,1 cm ; l. 9,9 cm | 10 DR recto                                     | département des Arts graphiques, collection Edmond de Rothschild, donation d'Edmond de Rothschild, 1935                                                       |
|              | 25  | La Tête de saint Jean-Baptiste | Andrea Solari                                                                                   | Milan ou France                                                                      | 1507                                        | bois (peuplier) | H. 46 cm ; l. 43 cm | MI 735                                          | département des peintures, don d'Eugène Le Comte, 1868 |
|              | 26  | Portrait de Charles II d'Amboise, | D'après Andrea Solari                                                                           |                                                                                      |                                             | bois | H. 75 cm ; l. 52 cm | INV 674                                         | département des peintures, acquis par Louis XV en 1758 |
|              | 27  | Saint Jérôme pénitent, | Lorenzo Lotto                                                                                   | Venise ou Trévise ?                                                                  | 1500 ou 1506                                | bois | H. 48 cm ; l. 40 cm | MI 164                                          | département des peintures, acquis en 1857 |
|              | 28  | Portrait d'homme, | Jan van Scorel                                                                                  |                                                                                      | 1521                                        | | H. 51 cm ; l. 43 cm | RF 120                                          | département des peintures, acquis en 1874 |
|              | 29  | Les Amants surpris par la Mort, d'après une gravure de Hans Burgkmair l'ancien | Nicola da Urbino                                                                                | Urbino                                                                               | vers 1525                                   | plat, faience | H. 3,5 cm ; diam. 28 cm | OA 7577                                         | département des objets d'art, legs de la baronne Salomon de Rothschild, 1922                                                                                  |
|              | 30  | Les Amants surpris par la Mort | Hans Burgkmair dit l'Ancien                                                                     |                                                                                      | 1510                                        | gravure, épreuve de premier état, camaieu | H. 21,5 cm ; l. 15 cm | 739 LR                                          | département des Arts graphiques, collection Edmond de Rothschild, donation d'Edmond de Rothschild, 1935                                                       |
|              | 31  | Les Grimpeurs | attribué au peintre du bassin d'Apollon                                                         | Urbino ou Gubbio, lustré à Gubbio dans l'atelier de Maestro Giorgio Andreoli en 1531 | 1531                                        | assiette, faience lustrée | H. 3,5 cm ; diam. 26 cm | OA 1538                                         | département des objets d'art, ancienne collection Campana, acquise en 1861                                                                                    |
|              | 32  | Les Grimpeurs, | Marcantonio Raimondi                                                                            |                                                                                      | 1510                                        | burin | H. 28,5 cm ; l. 22,5 cm | 4233 LR                                         | département des Arts graphiques, collection Edmond de Rothschild, donation d'Edmond de Rothschild, 1935                                                       |
|              | 33  | Empereur (Carausius ou Gordien III) | atelier génois ou lombard                                                                       | château de Gaillon                                                                   | vers 1504-1508                              | médaillon, marbre | diam. 39 cm ; ép. 14,5 cm | RF 3097                                         | département des sculptures, acquis pour le musée des Monuments français, 1796-1798                                                                            |
|              | 34  | Louis XII , | Lorenzo da Muzzano                                                                              | Milan via château de Gaillon                                                         | 1508                                        | statue mi-corps, marbre | H. 90 cm ; l. 70,4 cm ; pr. 38 cm | MR 1596                                         | département des sculptures, acquis pour le musée des Monuments français, 1796-1798                                                                            |
|              | 35  | Soffite de porte | atelier italien du château de Gaillon                                                           | Gaillon                                                                              | 1510                                        | relief, marbre | H. 28,5 cm ; l. 167 cm ; ép. 6,5 cm | RF 3101                                         | département des sculptures, acquis pour le musée des Monuments français, 1796-1798                                                                            |
|              | 36  | Deux pilastres | atelier italien du château de Gaillon                                                           | Gaillon                                                                              | 1510                                        | relief, marbre | H. 134,2 cm ; l. 18,5 cm ; ép. 8 cm | MR 1664 & MR 1665                               | département des sculptures, acquis pour le musée des Monuments français, 1796-1798                                                                            |
|              | 37  | Tête d'homme casqué | atelier génois ou lombard Antoine Juste                                                         | Gaillon                                                                              | vers 1504-1508                              | marbre | H. 40 cm ; l. 32,5 cm ; pr. 20 cm | RF 3098                                         | département des sculptures, acquis pour le musée des Monuments français, 1796-1798                                                                            |
|              | 38  | Tête d'apôtre (saint Pierre) | Antoine Juste                                                                                   | Gaillon                                                                              | 1508                                        | terre cuite | H. 30 cm ; l. 28 cm ; pr. 19,9 cm | RF 2574                                         | département des sculptures, trouvé à Gaillon, acquis en 1901                                                                                                  |
|              | 39  | Tête de vieillard coiffé d'un bonnet rouge, | Albrecht Dürer                                                                                  |                                                                                      | 1520                                        | tempera sur toile, contrecollée sur une autre toile, le tout doublé sur papier vierge                                                                                                  | H. 40 cm ; l. 30,3 cm | INV 18598                                       | département des Arts graphiques, anciennes collections Crozat et Catherine II, acquis de M. Audenet, mars 1952                                                |
|              | 40  | Autoportrait, | Peter Vischer l'Ancien                                                                          | Nuremberg                                                                            | début du XVIe siècle                        | bronze | H. 13 cm ; l. 11,8 cm ; pr. 6,6 cm | OA 3358                                         | département des objets d'art, don de Charles Mannheim, 1893                                                                                                   |
|              | 41  | Autoportrait supposé | Baccio Bandinelli                                                                               |                                                                                      | XVIe siècle                                 | relief, marbre | H. 60 cm ; l. 35 cm ; pr. 10 cm | RF 129                                          | département des sculptures, acquisition 1868 |
|              | 42  | Tête d'homme barbu, le regard fixé à droite (autoportrait ?) | Baccio Bandinelli                                                                               |                                                                                      | XVIe siècle                                 | sanguine, traces de stylet | H. 22,9 cm ; l. 17 cm | INV 126 recto                                   | département des arts graphiques, collection Everhard Jabach, acquise pour le Cabinet du roi, 1671                                                             |
|              | 43  | Autoportrait à quarante-neuf ans | Hans Baldung                                                                                    |                                                                                      | XVIe siècle                                 | pierre noire, estompée dans les ombres | H. 24,8 cm ; l. 18,3 cm | INV 18876                                       | département des arts graphiques, saisie des biens des Émigrés, 1793                                                                                           |
|              | 44  | Autoportrait | Andrea Briosco                                                                                  | Padoue                                                                               | début du XVIe siècle                        | bronze | H. 4,7 cm ; l. 4,6 cm ; pr. 3,12 cm | OA 9116                                         | département des objets d'art, donation du baron Jean Charles Davillier, 1883                                                                                  |
|              | 45  | Autoportrait, | Jacopo Robusti dit Le Tintoret                                                                  | Venise                                                                               | vers 1585                                   | toile | H. 63 cm ; l. 52 cm | INV 572                                         | département des peintures, entré en 1785 dans les collections royales                                                                                         |
|              | 46  | Portrait de Michel-Ange, | attribué à Giuliano Bugiardini ou à Baccio Bandinelli                                           | Florence                                                                             | vers 1522                                   | bois | H. 49 cm ; l. 36 cm | INV 874                                         | département des peintures, entré en 1785 dans les collections royales                                                                                         |
|              | 47  | Portrait de Michel-Ange de profil | Giulio Bonasone                                                                                 |                                                                                      | 1546                                        | eau-forte | H. 24,5 cm ; l. 19 cm | 4321 LR                                         | département des Arts graphiques, collection Edmond de Rothschild, donation d'Edmond de Rothschild, 1935                                                       |
|              | 48  | Michel-Ange | Daniele da Volterra                                                                             |                                                                                      | XVIe siècle                                 | buste, bronze à patine noire, sur piédouche de marbre noir | H. 35 cm (45 cm avec le piédouche) ; l. 17 cm ; pr. 19 cm | RF 2385                                         | département des sculptures, legs d'Eugène Piot, 1890 |
|              | 49  | Cinq Maîtres de la Renaissance florentine : Giotto, Ucello, Donatello, Antonio Manetti et Brunelleschi, | inconnu                                                                                         | Florence                                                                             | milieu du XVIe siècle ?                     | bois | H. 56,5 cm ; l. 213 cm | INV 267                                         | département des peintures, acquis en 1847 |
|              | 50  | Feuille d'esquisses et de poésies Recto : esquisse pour un David de profil, le pied posé sur la tête coupée de Goliath : étude d'une épaule et d'un bras droit Verso : homme creusant le sol ; torse de jeune homme de dos, la tête tournée vers la gauche et reprise de la torsion de sa tête ; études de bras et d'épaule, | Michel-Ange                                                                                     |                                                                                      | vers 1501                                   | plume et encre brune | H. 26,3 cm ; l. 18,8 cm | INV 714 recto INV 714 verso                     | département des Arts graphiques, collection de Guillaume II de Hollande, acquis en 1850                                                                       |
|              | 51  | La Mort Saint-Innocent, | inconnu                                                                                         | Paris                                                                                | vers 1520                                   | statue, albâtre (parties refaites en plomb) | H. 120 cm ; l. 55 cm ; pr. 27 cm | RF 2625                                         | département des sculptures, provenant de l'ancien musée des monuments français, 1866                                                                          |
|              | 52  | Miroir salutaire. La danse macabre historiée. Deuxième édition | Guyot ou Guy Marchand                                                                           | Paris                                                                                | 1486                                        | livre imprimé | H. 28 cm ; l. 19 cm | Res ye 189                                      | Bibliothèque nationale de France, réserve des livres rares |
|              | 53  | Effigie ébauchée de Catherine de Médicis | Girolamo della Robbia                                                                           | Paris                                                                                | 1565-1566                                   | statue, marbre | H. 29 cm ; l. 194 cm ; pr. 66 cm | RF 1515                                         | département des sculptures, collections royales |
|              | 54  | Masque funéraire de femme | inconnu                                                                                         | Italie                                                                               | vers 1470-1500                              | terre cuite | diam. 50 cm ; ép. 9 cm | RF 1171                                         | département des sculptures, don des héritiers de Louis Courajod, 1896                                                                                         |
|              | 55  | Étude pour un Christ mort, étendu sur le dos | Hugo van der Goes                                                                               |                                                                                      | XVe siècle                                  | pointe de métal (argent) sur papier préparé blanc. Feuille découpée en ovale irrégulier et collée sur un papier de doublage                                                            | H. 12,2 cm ; l. 31,5 cm | RF 5638 recto                                   | département des Arts graphiques, ancienne collection Alphonse Wyatt Thibeaudeau, legs de Léon Bonnat, 1922                                                    |
|              | 56  | Une vieille femme nue, debout, penché en avant, de profil vers la gauche, | Michel-Ange                                                                                     |                                                                                      | vers 1520                                   | pierre noire, traces de stylet | H. 37 cm ; l. 13,7 cm | INV 710 recto                                   | département des Arts graphiques, collection Everhard Jabach, acquise pour le Cabinet du roi en 1671                                                           |
|              | 57  | Académie de femme debout, de dos, la main sur une hampe | Albrecht Dürer                                                                                  |                                                                                      | 1495                                        | lavis gris repris à la plume, encre noire | H. 31,6 cm ; l. 21,2 cm | INV 19058 recto                                 | département des Arts graphiques, ancienne collection Peter Vischer le Jeune, entré au Louvre avant 1827                                                       |
|              | 58  | Une grosse femme nue, de dos | atelier d'Albrecht Dürer                                                                        |                                                                                      | 1505                                        | plume et encre brune, lavis d'aquarelle et rehauts de gouache blanche | H. 22,5 cm ; l. 11,5 cm | INV 18609 recto                                 | département des Arts graphiques, ancienne collection Charles-Paul de Saint-Morys, saisie des biens des Émigrés en 1793, remise au muséum en 1796-1797         |
|              | 59  | Adam et Ève | entourage de Conrad Meit                                                                        |                                                                                      | vers 1530                                   | relief, marbre | H. 48 cm ; l. 37 cm ; pr. 6,5 cm | RF 1530                                         | département des sculptures, legs d'Isaac de Camondo, 1911 |
|              | 60  | Vier Bücher von menschlicher Proportion (quatre livres des proportions du corps humain). Ouvrage exposé : édition en latin | Albrecht Dürer                                                                                  | Nuremberg                                                                            | 1532                                        | | H. 32 cm ; l. 21 cm | 534 B34 in corto fol. 10R et 93R                | bibliothèque de l'École nationale supérieure des beaux-arts. Édition en français. Paris, 1551. Getty Research Institute                                       |
|              | 61  | Académie d'homme debout, main droite sur la tête | Peter Vischer dit le Jeune                                                                      |                                                                                      | début du XVIe siècle                        | plume et encore noire, incisions à la pointe de métal | H. 32 cm ; l. 21,2 cm | INV 19053 recto                                 | département des Arts graphiques, provenant d'un album qui aurait appartenu à Peter Vischer le Jeune                                                           |
|              | 62  | Académie d'homme debout tenant une pomme | Peter Vischer dit le Jeune                                                                      |                                                                                      | début du XVIe siècle                        | plume et encre noire, frotté de pierre noire au verso et fortement repassé à la pointe                                                                                                 | H. 31,7 cm ; l. 21 cm | INV 19059 recto                                 | département des Arts graphiques, provenant d'un album qui aurait appartenu à Peter Vischer le Jeune                                                           |
|              | 63  | Académie d'homme debout, les bras tombant le long du corps | Peter Vischer dit le Jeune                                                                      |                                                                                      | début du XVIe siècle                        | plume et encre brune | H. 31,9 cm ; l. 21,1 cm | INV 19054 verso                                 | département des Arts graphiques, provenant d'un album qui aurait appartenu à Peter Vischer le Jeune                                                           |
|              | 64  | Fasciculo di medicina (Fascicule de médecine). Édition Giovanni et Gregorio de' Gregori frères, | Johannes de Ketham                                                                              | Venise                                                                               | 1493                                        | | H. 32 cm ; l. 22 cm | Res Fol. T 22 4                                 | Bibliothèque nationale de France, réserve des livres rares |
|              | 65  | Anathomia corporis humani (Anatomie du corps humain) | Mondino de' Liuzzi                                                                              | Strasbourg                                                                           | 1513                                        | | | 5543 / Mf n° 879                                | Bibliothèque interuniversitaire de santé |
|              | 66  | Isagogæ ac uberrimæ in anatomiam humani corporis (Introduction très claire et très riche à l'anatomie du corps humain). Édition de Benedictus Hector | Jacopo Berengario da Carpi                                                                      | Bologne                                                                              | 1523                                        | | H. 20,5 cm ; l. 15 cm | 5337                                            | Bibliothèque interuniversitaire de santé |
|              | 67  | Anatomiæ hoc est corporis humani dissectionis pars prior (Anatomie, première partie : Dissection du corps humain). Édition d'Eucharius Cervicornus | Johannes Dryander Wetter                                                                        | Marbourg                                                                             | 1537                                        | in-quarto | | Res P T 72                                      | Bibliothèque nationale de France, réserve des livres rares |
|              | 68  | De dissectione partium corporis humani (De la dissection des parties du corps humain). Édition française de Charles Estienne | Charles Estienne                                                                                | Paris                                                                                | 1546                                        | | H. 37,5 cm ; l. 25,3 cm ; ép. 4 cm | Masson 184                                      | Bibliothèque de l'École nationale supérieure des beaux-arts                                                                                                   |
|              | 69  | De humani corporis fabrica (De la fabrique du corps humain) | André Vésale                                                                                    | Bâle                                                                                 | 1543                                        | in-folio | H. 43,5 cm ; l. 29,2 cm | UMR 7323 du CNRS                                | Centre d'études supérieures de la Renaissance, Université François-Rabelais de Tours                                                                          |
|              | 70  | De re anatomica libri XV (Quinze livres sur l'anatomie) | Realdo Colombo                                                                                  | Venise                                                                               | 1559                                        | in-folio | H. 28,5 cm ; l. 20,4 cm | 8734 / Mf n° 1082                               | Bibliothèque universitaire de santé |
|              | 71  | Anatome corporis humani (Anatomie du corps humain). Édition de Plantin | Juan Valverde de Amusco                                                                         | Anvers                                                                               | 1568                                        | | | 143764 (1) / Mf n° 1770                         | Bibliothèque interuniversitaire de santé |
|              | 72  | Recto : études d'ossements, bassin, fémur et tibia Verso : études d'ossements, fémur et bassin droits | Fra Bartolomeo                                                                                  |                                                                                      | vers 1499-1500                              | plume et encre brune | H. 20,5 cm ; l. 11,5 cm | RF 5568 verso                                   | département des Arts graphiques, don de Léon Bonnat, 1922 |
|              | 73  | Étude de buste : trois études d'avant-bras droit écorché | inconnu                                                                                         | Florence                                                                             | vers 1555-1565                              | sanguine | H. 29,8 cm ; l. 62 cm | INV 1024 recto                                  | département des Arts graphiques, collection de Philippe Baldinucci, achat en 1806                                                                             |
|              | 74  | Deux hommes nus, debout, tenant une massue et un bouclier | Maso Finiguerra                                                                                 |                                                                                      | XVIe siècle                                 | plume et encore brune, lavis brun, pointe de métal | H. 20 cm ; l. 13,8 cm | INV 2685 recto                                  | département des Arts graphiques, collection de Philippe Baldinucci, achat en 1806                                                                             |
|              | 75  | Trois nus masculins, de face, de dos, de profil ; deux études de bras | Antonio Pollaiuolo                                                                              |                                                                                      | XVe siècle                                  | plume et encre brune, lavis brun, stylet | H. 26,5 cm ; l. 35,7 cm | INV 1486                                        | département des Arts graphiques, collection Charles-Paul de Saint-Morys, saisie des biens des Émigrés en 1793, remise au muséum en 1796-1797                  |
|              | 76  | Quatre études d'un crâne | Fra Bartolomeo                                                                                  |                                                                                      | vers 1499-1500                              | plume et encre brune | H. 8,8 cm ; l. 14,8 cm | RF 5569 recto                                   | département des Arts graphiques, don de Léon Bonnat, 1922 |
|              | 77  | Étude de la partie inférieure d'un homme nu | Michel-Ange ?                                                                                   |                                                                                      |                                             | plume et encre brune | H. 31,1 cm ; l. 11,7 cm | INV 728 recto                                   | département des Arts graphiques, collection Charles-Paul de Saint-Morys, saisie des biens des Émigrés en 1793, remise au muséum en 1796-1797                  |
|              | 78  | Christ mort, de profil vers la droite | Fra Bartolomeo                                                                                  |                                                                                      |                                             | pierre noire, stylet, rehauts de blanc. Mise au carreau à la pierre noire. Trait à la plume et à l'encre brune tracé au compas                                                         | H. 15,1 cm ; l. 20,8 cm | INV 1672 D recto                                | département des Arts graphiques, acheté à la vente Pierre-Jean Mariette, Paris, 15 novembre 1775, acquis par le Cabinet du roi                                |
|              | 79  | Christ mort | Andrea del Sarto                                                                                |                                                                                      | 1523-1524                                   | sanguine (partiellement lavée ou estompée) | H. 20 cm ; l. 26,4 cm | INV 1715 recto                                  | département des Arts graphiques, collection de Guillaume II de Hollande, acquis en 1850                                                                       |
|              | 80  | Deux hommes nus, debout, dessin géométrique en dessous des figures, | atelier de Baccio Bandinelli                                                                    |                                                                                      | XVIe siècle                                 | traits d'encadrement à la plume et à l'encre brune | H. 42 cm ; l. 27,3 cm | INV 111 recto                                   | département des Arts graphiques, collection Charles-Paul de Saint-Morys, saisie des biens des Émigrés en 1793, remise au muséum en 1796-1797                  |
|              | 81  | Portrait d'une femme âgée, | Hans Memling                                                                                    |                                                                                      | vers 1485                                   | bois (chêne) | H. 35 cm ; l. 29 cm | RF 1723                                         | département des peintures, acquis en 1908 |
|              | 82  | Portrait d'homme, coiffé d'un bonnet, de profil vers la gauche | inconnu                                                                                         | Italie du Nord                                                                       | fin du XVe siècle                           | pierre noire, fusain, rehauts de blanc, papier beige | H. 31,8 cm ; l. 22,2 cm | INV 4657 recto                                  | département des Arts graphiques, collection Everhard Jabach, acquise pour le Cabinet du roi, 1671                                                             |
|              | 83  | Portrait d'homme | Giovanni Bellini                                                                                |                                                                                      | vers 1490                                   | bois | H. 32 cm ; l. 25 cm | RF 1344                                         | département des peintures, don du comte Albert de Vandeul, 1902                                                                                               |
|              | 84  | Portrait d'un homme au verre de vin, | peintre français ?                                                                              |                                                                                      | vers 1450-1460                              | bois | H. 63 cm ; l. 43 cm | RF 1585                                         | département des peintures, acquis en 1906 |
|              | 85  | Dietesalvi Neroni (1406-1482), | Mino da Fiesole                                                                                 | Florence                                                                             | 1464                                        | buste, marbre | H. 57 cm ; l. 53 cm ; pr. 34,8 cm | RF 1669                                         | département des sculptures, don de Mme Gustave Dreyfus et ses enfants en souvenir de Gustave Dreyfus, 1919                                                    |
|              | 86  | Portrait d'homme coiffé d'un chaperon à patte pendante | attribué à Jan van Eyck                                                                         |                                                                                      | XVe siècle                                  | pointe de métal (argent ?) sur papier préparé gris. Déchiré et recollé dans l'angle supérieur gauche. Angle inférieur gauche abattu et réintégré                                       | H. 11,9 cm ; l. 9,2 cm | INV 20653 recto                                 | département des Arts graphiques, collection Charles-Paul de Saint-Morys, saisie des biens des Émigrés en 1793, remise au muséum en 1796-1797                  |
|              | 87  | Buste de vieillard coiffé d'un bonnet rond | Lorenzo di Credi                                                                                |                                                                                      |                                             | pointe de métal (argent ?), avec rehauts de blanc, sur papier préparé rose | H. 21,5 cm ; l. 17 cm | INV 1785 recto                                  | département des Arts graphiques, collection Everhard Jabach, acquise pour le Cabinet du roi, 1671                                                             |
|              | 88  | Tête d'évêque, de trois quarts vers la droite | Raphaël                                                                                         | Rome                                                                                 | 1514-1517                                   | Pierre noire, rehauts de blanc, papier beige. Traces de poncifs | H. 28 cm ; l. 21,3 cm | INV 3983 recto                                  | département des Arts graphiques, provenant du Cabinet du roi                                                                                                  |
|              | 89  | Portrait de femme, en buste, de profil vers la gauche | Giovanni Antonio Boltraffio ?                                                                   |                                                                                      |                                             | pierre noire, sanguine, rehauts de blanc, sur papier préparé bleu repris ocre | H. 44,4 cm ; l. 20,88 cm | RF 5212 recto                                   | département des Arts graphiques, don de M. et Mme Brauer, 1921                                                                                                |
|              | 90  | Portrait d'un homme coiffé d'un bonnet | Lucas Cranach l'Ancien                                                                          |                                                                                      |                                             | papier | H. 28,5 cm ; l. 20,7 cm | INV 18870                                       | département des Arts graphiques, collection Charles-Paul de Saint-Morys, saisie des biens des Émigrés en 1793, remise au muséum en 1796-1797                  |
|              | 91  | Avers : Domenico Malatesta Novello Revers : la Crucifixion | Pisanello                                                                                       |                                                                                      | XVe siècle                                  | médaille, bronze à patine brune | diam. 8,53 cm ; ép. 0,83 cm | OA 2876                                         | département des objets d'art, donation du baron Jean Charles Davillier, 1883                                                                                  |
|              | 92  | Avers : Alphonse V, roi d'Aragon et de Sicile Revers : génie ailé dans un char tiré par quatre chevaux | Pisanello                                                                                       |                                                                                      | après 1449                                  | médaille, bronze à patine brune | diam. 10,72 cm ; ép. 0,85 cm | OA 2877                                         | département des objets d'art, donation du baron Jean Charles Davillier, 1883                                                                                  |
|              | 93  | Tête d'Alphonse V d'Aragon, de profil vers la droite | Pisanello                                                                                       |                                                                                      | fin des années 1430 - début des années 1440 | pierre noire reprise à la plume et à l'encre brune | H. 28,4 cm ; l. 21,3 cm | INV 2481 recto                                  | département des Arts graphiques, collection Giuseppe Vallardi, acquis en 1856                                                                                 |
|              | 94  | Droits et revers de quatre médailles d'Alphonse V d'Aragon | Pisanello                                                                                       |                                                                                      | vers 1449                                   | plume et encre brune, lavis ocre, tracé préparatoire à la pointe de métal, sur parchemin                                                                                               | H. 9,7 cm ; l. 15 cm | INV 2317 recto                                  | département des Arts graphiques, collection Giuseppe Vallardi, acquis en 1856                                                                                 |
|              | 95  | Alphonse V, roi d'Aragon et de Sicile depuis 1416, dit Alphonse Ier le Magnanime | Mino da Fiesole                                                                                 | Florence                                                                             | 1484                                        | bas-relief, marbre | H. 52,4 cm ; l. 43,5 cm ; pr. 13 cm | RF 1611                                         | département des sculptures, legs de René de Saint-Marceaux sous réserve d'usufruit, 1915, entré en 1930                                                       |
|              | 96  | Le Christ guérissant un possédé Médaillons : les quatre évangélistes | inconnu                                                                                         | Florence                                                                             | vers 1440                                   | plaquette et plaque de reliure, argent, argent doré, émail | H. 15 cm ; l. 18,7 cm ; ép. 0,45 cm plaquette : H. 6,8 cm ; l. 10,6 cm | OA 5962 OA 5564                                 | département des objets d'art, dont d'Alphonse de Rothschild, 1901 (cadre) et d'Alfred André, 1904 (plaquette)                                                 |
|              | 97  | Vue perspective de l'intérieur d'une église | Peter Vischer dit le Jeune ?                                                                    |                                                                                      | XVIe siècle                                 | plume, encres brune et noire, sanguine et pointe de métal, sur une contre-épreuve | H. 19,2 cm ; l. 32 cm | INV 19046 recto                                 | département des Arts graphiques, provenant d'un album qui aurait appartenu à Peter Vischer le Jeune, ancien fonds                                             |
|              | 98  | Vue perspective d'une galerie voûtée | Peter Vischer dit le Jeune ?                                                                    |                                                                                      | XVIe siècle                                 | plume, encre brune et pointe de métal | H. 32 cm ; l. 21 cm | INV 19047 verso                                 | département des Arts graphiques, provenant d'un album qui aurait appartenu à Peter Vischer le Jeune, ancien fonds                                             |
|              | 99  | Cinq hommes debout dans une architecture voûtée en perspective | Pisanello                                                                                       |                                                                                      | vers 1435                                   | plume et encre brune, tracé préparatoire à la pointe de métal et au stylet, à la règle et au compas sur papier filigrané lavé de rouge au recto et au verso                            | H. 25,3 cm ; l. 17,3 cm | INV 2520 recto                                  | département des Arts graphiques, collection Giuseppe Vallardi, acquis en 1856                                                                                 |
|              | 100 | La Naissance de la Vierge | Matteo di Giovanni                                                                              |                                                                                      | vers 1455                                   | élément de la prédelle du retable de San Pietro à Ovile de Sienne | H. 22,5 cm ; l. 44,5 cm | INV 814                                         | département des peintures, « Ancienne collection » |
|              | 101 | La Flagellation | Iacopo Bellini                                                                                  |                                                                                      | vers 1445-1455 et 1460                      | plume et encre brune sur parchemin. Traces de pointe de métal ? Collé en plein | H. 39 cm ; l. 29 cm | RF 427 recto                                    | département des Arts graphiques, donation de Charles-Horace His de La Salle, 1878                                                                             |
|              | 102 | Scènes de l'histoire de Virginie : Appius Claudius fait arrêter Virginie ; Le Décemvir condamne Virginie à l'esclavage ; Virginie tuée par Virginuis, | Filippino Lippi                                                                                 |                                                                                      | vers 1478-1480                              | panneau provenant d'un coffre de mariage ? bois | H. 45 cm ; l. 126,5 cm | MI 501                                          | département des peintures, collection Giampietro Campana, acquise en 1861                                                                                     |
|              | 103 | Underweysung der Messung (Instructions pour mesurer à la règle et au compas), | Albrecht Dürer                                                                                  |                                                                                      | 1528                                        | gravure | | L 37 LR/316 L 37 LR/313                         | département des Arts graphiques, collection Edmond de Rothschild, donation d'Edmond de Rothschild, 1935                                                       |
|              | 104 | Armoire en perspective contenant des instruments et objets scientifiques, | attribué à Fra Vincenzo dalle Vacche                                                            | Padoue                                                                               | vers 1520-1523                              | panneau, marqueterie de bois variés | H. 119,8 cm ; l. 63,7 cm ; pr. 2,9 cm (sans le cadre) | OA 7822                                         | département des objets d'art, legs d'Eugène Piot, 1890 |
|              | 105 | La Vierge à l'Enfant avec un moine dominicain, | Joos van Cleve                                                                                  |                                                                                      | XVIe siècle                                 | bois (chêne) | H. 57 cm ; l. 55 cm | RF 2068                                         | département des peintures, don de Jules Maciet, 1893 |
|              | 106 | La Vierge et l'Enfant adorés par un donateur et sa famille | copie d'après Robert Campin                                                                     |                                                                                      |                                             | plume et encre brune, lavis gris, sur tracé préparatoire à la pierre noire | H. 17,5 cm ; l. 23,3 cm | INV 20669 recto                                 | département des Arts graphiques, collection Charles-Paul de Saint-Morys, saisie des biens des Émigrés en 1793, remise au muséum en 1796-1797                  |
|              | 107 | Triptyque de saint Éloi | école de Rogier van der Weyden                                                                  |                                                                                      |                                             | plume et encres brune et noire, lavis gris et brun, sur tracé préparatoire à la pierre noire ; papier découpé en forme de trapèze et recollé en plein sur une feuille rectangulaire    | H. 25 cm ; l. 38,7 cm | INV 20654 recto                                 | département des Arts graphiques, collection Charles-Paul de Saint-Morys, saisie des biens des Émigrés en 1793, remise au muséum en 1796-1797                  |
|              | 108 | Mazzocchio, vu en perspective | attribué à Paolo Uccello                                                                        |                                                                                      | XVe siècle                                  | plume et encre brune, lavis brun et noir, stylet, règle ; doublé | H. 15,6 cm ; l. 23,5 cm | INV 1970 recto                                  | département des Arts graphiques, collection de Philippe Baldinucci, achat en 1806                                                                             |
|              | 109 | L'Annonciation | Raphaël                                                                                         | Pérouse                                                                              | 1499-1500 ou 1503-1504                      | plume et encre brune, lavis brun, pierre noire, stylet, règle et compas, sur trois feuilles accolées ; partie supérieure gauche manquante et complétée ; piqué pour le report ; doublé | H. 28,5 cm ; l. 42,2 cm | INV 3860 recto                                  | département des Arts graphiques, ancienne collection de Guillaume II de Hollande, acquis en 1850                                                              |
|              | 110 | Un donateur et sa famille présentés par leurs saints patrons. Jean-Baptiste, un évêque et un abbé | inconnu                                                                                         | France de l'Est                                                                      | vers 1520-1535                              | bas-relief, calcaire de type bourguignon ou de Tonnerre | H. 63 cm ; l. 137 cm ; pr. 9 cm | RF 945                                          | département des sculptures, ancienne collection Frédéric Spitzer, acquis en 1893                                                                              |
|              | 111 | L'Adoration des bergers | Albrecht Dürer                                                                                  |                                                                                      | vers 1503                                   | burin | H. 29,7 cm ; l. 21 cm | L 36 LR 161                                     | département des Arts graphiques, collection Edmond de Rothschild, donation d'Edmond de Rothschild, 1935                                                       |
|              | 112 | Jésus parmi les docteurs de la Loi | Albrecht Dürer                                                                                  |                                                                                      | vers 1503-1504                              | xylographie | H. 30,7 cm ; l. 20,8 cm | 635 LR                                          | département des Arts graphiques, collection Edmond de Rothschild, donation d'Edmond de Rothschild, 1935                                                       |
|              | 113 | De architectura libri decem | Vitruve (actif au Ier siècle av. J.-C.) édition d'Alde Manuce                                   | Venise                                                                               | 1521                                        | | H. 39,5 cm ; l. 29,5 cm | L 154 LR                                        | département des Arts graphiques, collection Edmond de Rothschild, donation d'Edmond de Rothschild                                                             |
|              | 114 | Sacrifice, dit Suovetaurile, | inconnu                                                                                         | Rome                                                                                 | premier quart du Ier siècle                 | marbre | H. 88 cm ; l. 261 cm | MR 852 & MR 863 (ma 1096 & Ma 1097)             | département des Antiquités grecques, étrusques et romaines, échangé avec un relief de la collection Borghèse, 1816                                            |
|              | 115 | Buste de Junon | inconnu                                                                                         | Rome                                                                                 | Ier ou IIe siècle                           | marbre | H. 99 cm (tête antique : H. 43 cm) | MR 542 (Ma 460)                                 | département des Antiquités grecques, étrusques et romaines, collection de Louis XIV                                                                           |
|              | 116 | Scène de sacrifice avec l'Abondance, Rome et la Victoire | inconnu                                                                                         | Rome                                                                                 | vers 100-125                                | relief, marbre | H. 92 cm ; l. 99 cm ; pr. 16 cm | MR 545 (Ma 302)                                 | département des Antiquités grecques, étrusques et romaines, collection Borghèse, acquise en 1807                                                              |
|              | 117 | Ulysse et Polyphème | inconnu                                                                                         | Rome                                                                                 | vers 100-150                                | marbre | H. 67 cm ; l. 45 cm ; pr. 18 cm | MR 858 (Ma 3458)                                | département des Antiquités grecques, étrusques et romaines, collection Borghèse, acquise en 1807                                                              |
|              | 118 | Thiase bachique, étude d'après l'antique | artiste vénitien                                                                                |                                                                                      | XVe siècle                                  | pointe de métal, parchemin préparé en vert | H. 15,9 cm ; l. 21,8 cm | RF 38 recto                                     | département des Arts graphiques, don de Jacques-Édouard Gatteaux, 1873                                                                                        |
|              | 119 | Hommes et chevaux embarqués sur le Danube, copie d'après la colonne Trajane | Amico Aspertini                                                                                 |                                                                                      | vers 1530-1535                              | pierre noire et lavis brun | H. 25,8 cm ; l. 40,6 cm | RF 53004 recto                                  | département des Arts graphiques, collection Juan de Beistegui, acquis en 2004                                                                                 |
|              | 120 | Vénus accroupie, se tournant vers l'Amour, debout derrière elle | Marcantonio Raimondi                                                                            |                                                                                      | vers 1509                                   | plume et encre brune sur papier beige | H. 21 cm ; l. 16 cm | INV 10401 recto                                 | département des Arts graphiques, collection Charles-Paul de Saint-Morys, saisie des biens des Émigrés en 1793, remise au muséum en 1796-1797                  |
|              | 121 | Le Plus Jeune Fils de Laocoon | Jacopo Sansovino                                                                                |                                                                                      | XVIe siècle                                 | sanguine sur papier beige | H. 27,5 cm ; l. 10,5 cm | INV 2712 recto                                  | département des Arts graphiques, collection Charles-Paul de Saint-Morys, saisie des biens des Émigrés en 1793, remise au muséum en 1796-1797                  |
|              | 122 | Vieillard à demi nu, étendu et tenant une corne d'abondance ; figure féminine nue, casquée, de trois quarts, avançant vers la gauche | Biagio Pupini                                                                                   |                                                                                      | XVIe siècle                                 | plume et encre brune, lavis brun, rehauts de blanc, papier bleu (passé) | H. 18,5 cm ; l. 26,3 cm | INV 8875 recto                                  | département des Arts graphiques, collection Charles-Paul de Saint-Morys, saisie des biens des Émigrés en 1793, remise au muséum en 1796-1797                  |
|              | 123 | Base de candelabre | inconnu                                                                                         | Rome                                                                                 | entre 25 av. J.-C. et 25 apr. J.-C.         | marbre | H. 100 cm ; l. 62 cm (antique : H. 69 cm ; l. 56 cm) | MR 964 (Ma 239)                                 | département des Antiquités grecques, étrusques et romaines, collection Borghèse, acquise en 1807                                                              |
|              | 124 | Monument funéraire de Julia Secunda et Cornelia Tychè | inconnu                                                                                         | Rome                                                                                 | vers 180                                    | relief, marbre | H. 116 cm ; l. 93 cm ; pr. 17 cm | MR 731 (Ma 1331)                                | département des Antiquités grecques, étrusques et romaines, collection de Louis XIV                                                                           |
|              | 125 | Pseudo-Vitellius | inconnu                                                                                         | Italie                                                                               | début du XVIe siècle                        | marbre gris veiné | H. 43,7 cm (sans le piédouche) ; l. 41 cm ; pr. 18 cm | MR 584                                          | département des sculptures, collection de Louis XIV |
|              | 126 | Cicéron | Simone Bianco                                                                                   | Venise                                                                               | XVIe siècle                                 | marbre | H. 68,5 cm ; l. 50 cm ; pr. 32 cm | MR 1594                                         | département des sculptures, collection de François Ier |
|              | 127 | Faustine l'Ancienne, | Pier Jacopo Alari Bonacolsi                                                                     |                                                                                      |                                             | bronze avec traces de patine noire et dorure à la feuille | H. 67 cm ; l. 47, cm ; pr. 28 cm | Cat 1922-847                                    | département des sculptures |
|              | 128 | Antonin le Pieux | Pier Jacopo Alari Bonacolsi                                                                     |                                                                                      |                                             | bronze avec traces de patine noire et dorure à la feuille | H. 70 cm ; l. 51,5 cm ; pr. 41 cm | Cat 1922-849                                    | département des sculptures |
|              | 129 | Le Tireur d'épine ou Spinario | Severo Calzetta                                                                                 |                                                                                      |                                             | statuette, bronze à patine noire | H. 16,7 cm ; l. 8 cm ; pr. 10,7 cm | OA 6129                                         | département des objets d'art, acquis en 1908 |
|              | 130 | Jeune Hercule jouant de la flûte | Pier Jacopo Alari Bonacolsi                                                                     |                                                                                      |                                             | statuette, bronze à patine rougeâtre | H. 22,5 cm ; l. 8,6 cm ; pr. 6,5 cm | MR 1673                                         | département des objets d'art, collection de Louis XIV, no 828 bis                                                                                             |
|              | 131 | Vénus | Severo Calzetta                                                                                 | Padoue                                                                               | début du XVIe siècle                        | statuette, bronze | H. 27 cm ; l. 8,4 cm ; pr. 6,5 cm | OA 9119                                         | département des objets d'art, donation du baron Jean Charles Davillier, 1883                                                                                  |
|              | 132 | Lampe en forme de tête de satyre | Severo Calzetta                                                                                 |                                                                                      |                                             | bronze à patine noire | H. 10,7 cm ; l. 8,5 cm ; pr. 8,7 cm | OA 2800                                         | département des objets d'art, donation du baron Jean Charles Davillier, 1883                                                                                  |
|              | 133 | Anibal | inconnu                                                                                         | Italie                                                                               | XVe siècle                                  | médaillon, bronze | diam. 13 cm ; ép. 0,92 cm | OA 2921                                         | département des objets d'art, donation du baron Jean Charles Davillier, 1883                                                                                  |
|              | 134 | Buste d'homme lauré | probablement fait et lustré dans l'atelier de Giorgio Andreoli                                  | Gubbio                                                                               | 1530                                        | assiette, faience lustrée | H. 2,5 cm ; diam. 23,5 cm | OA 1543                                         | département des objets d'art, ancienne collection Giovanni Pietro Campana, acquise en 1861                                                                    |
|              | 135 | Vierge de douleur ? | inconnu                                                                                         | Italie                                                                               | fin du XVe siècle                           | relief, marbre | diam. 48,5 cm ; pr. 9,5 cm | RF 1697                                         | département des sculptures, don de Godefroy Brauer, 1918 |
|              | 136 | Cassandre | attribué à Antonio Lombardo                                                                     |                                                                                      |                                             | relief, marbre | H. 48 cm ; l. 30 cm ; pr. 6,5 cm | MR 707                                          | département des sculptures, saisi en 1799 dans la collection épigraphique de Turin                                                                            |
|              | 137 | Huit études de têtes et de casques, | Michel-Ange                                                                                     |                                                                                      | vers 1504-1506 ?                            | plume et encre brune | H. 27 cm ; l. 20,4 cm | INV 727 verso                                   | département des Arts graphiques, Cabinet du roi ? |
|              | 138 | Scipion l'Africain | inconnu                                                                                         | Florence                                                                             | vers 1500                                   | relief, marbre | H. 61 cm ; l. 40,5 cm ; pr. 11,5 cm | RF 1347                                         | département des sculptures, legs de Jean Joseph Paul Rattier, 1890                                                                                            |
|              | 139 | Cérémonie funéraire antique, dite Conclamatio | inconnu                                                                                         | Venise                                                                               | début du XVIe siècle                        | relief, marbre | H. 83 cm ; l. 202 cm ; pr. 17 cm | MR 1641                                         | département des sculptures, collection de Louis XIV |
|              | 140 | La Dormition de la Vierge, | inconnu                                                                                         | Paris ou Val de Loire                                                                | vers 1520                                   | relief, albâtre | H. 110 cm ; l. 228 cm ; pr. 23 cm | RF 428                                          | département des sculptures, ancienne église Saint-Jacques-la-Boucherie, musée des monuments français                                                          |
|              | 141 | La Mort de Marcantonio della Torre, | Andrea Briosco                                                                                  | Padoue                                                                               | début du XVIe siècle                        | relief, bronze | H. 37 cm ; l. 49 cm | MR 1714 / OA 9095                               | département des sculptures en dépôt au département des objets d'art, saisi en 1798 à Vérone                                                                   |
|              | 142 | La Vierge et l'Enfant entre deux anges musiciens | inconnu                                                                                         | Romagne                                                                              | vers 1470 ?                                 | bois | H. 64,5 cm ; l. 41,7 cm | MI 539                                          | département des peintures, ancienne collection Giovanni Pietro Campana, acquise en 1861                                                                       |
|              | 143 | Minerve | Fra Bartolomeo                                                                                  | Florence ?                                                                           | vers 1490                                   | bois | H. 117 cm ; l. 59 cm | RF 1945-9                                       | département des peintures, acquis en 1945 |
|              | 144 | Le Jugement de Pâris | Maître IO. F. F.                                                                                |                                                                                      |                                             | médaillon, bronze doré | diam. 5,5 cm ; ép. 0,31 cm | OA 2849                                         | département des objets d'art, donation du baron Jean Charles Davillier, 1883                                                                                  |
|              | 145 | Le Jugement de Pâris | Marcantonio Raimondi, d'après Raphaël ou Marco Dente                                            |                                                                                      | 1515-1516                                   | burin | H. 29,4 cm ; l. 43,8 cm | 4167 LR                                         | département des Arts graphiques, collection Edmond de Rothschild, donation d'Edmond de Rothschild, 1935                                                       |
|              | 146 | Le Jugement de Pâris | atelier Fontana                                                                                 | Urbino                                                                               | vers 1540-1550                              | plat, faïence | H. 4 cm ; diam. 45,5 cm | OA 1857                                         | département des objets d'art, ancienne collection Giovanni Pietro Campana, acquise en 1861                                                                    |
|              | 147 | Vénus et trois putti | Sandro Botticelli et atelier                                                                    | Florence                                                                             | 1510                                        | bois | H. 85 cm ; l. 219 cm | MI 546                                          | département des peintures, ancienne collection Giovanni Pietro Campana, acquise en 1861                                                                       |
|              | 148 | Vénus debout dans un paysage, | Lucas Cranach l'Ancien                                                                          |                                                                                      | 1529                                        | bois (hêtre) | H. 38 cm ; l. 25 cm | INV 1180                                        | département des peintures, musée Napoléon, 1806 |
|              | 149 | Le Triomphe de Vénus vénéré par six amoureux légendaires (Achille, Tristan, Lancelot, Samson, Pâris et Troïle) | Maître de Charles de Duras                                                                      |                                                                                      | vers 1400                                   | bois | H. 49 cm ; l. 48,5 cm | RF 2089                                         | département des peintures, ancienne collection de la marquise Marie-Louise Arconati-Visconti (1840-1923). Paris, entré au Louvre en 1914                      |
|              | 150 | Scène allégorique | Giovanni Antonio Bazzi dit Le Sodoma                                                            |                                                                                      | vers 1508-1510                              | bois | diam. 60 cm | RF 2106                                         | département des peintures, legs du baron Schlichting en 1914                                                                                                  |
|              | 151 | Apollon et Marsyas | d'après Andrea Briosco ?                                                                        | Italie                                                                               | début du XVIe siècle                        | médaillon, bronze | diam. 11,85 cm ; ép. 0,76 cm | OA 7013                                         | département des objets d'art, don de Paul Garnier, 1916 |
|              | 152 | Apollon et Marsyas, d'après Raphaël | Bernardo Daddi                                                                                  |                                                                                      | XVIe siècle                                 | burin | H. 19 cm ; l. 28,5 cm | 4313 LR                                         | département des Arts graphiques, collection Edmond de Rothschild, donation d'Edmond de Rothschild, 1935                                                       |
|              | 153 | Apollon et Marsyas | inconnu                                                                                         | France                                                                               | vers 1550-1570                              | relief, marbre | H. 46 cm ; l. 34 cm ; pr. 4,2 cm | RF 3103                                         | département des sculptures, acquis pour le musée des monuments français                                                                                       |
|              | 154 | Apollon et le berger Daphni, longtemps dit Apollon et Marsyas | Le Pérugin                                                                                      |                                                                                      | vers 1490-1500                              | bois | H. 39 cm ; l. 29 cm | RF 370                                          | département des peintures, acquis en 1883 |
|              | 155 | L'Apollon du Belvédère | école de Filippino Lippi                                                                        |                                                                                      |                                             | pointe de métal, rehauts de blanc, papier préparé en gris, Collé en plein | H. 18,2 cm ; l. 10 cm | INV 9877 recto                                  | département des Arts graphiques, collection Charles-Paul de Saint-Morys, saisie des biens des Émigrés en 1793, remise au muséum en 1796-1797                  |
|              | 156 | Marsyas et une ménade ? | inconnu                                                                                         | Padoue                                                                               | première moitié du XVIe siècle              | bronze doré | H. 19,2 cm ; l. 10,3 cm ; pr. 9,7 cm | OA 8275                                         | département des objets d'art, don de Calouste Gulbenkian, 1935                                                                                                |
|              | 157 | Scène bachique de neuf figures dans l'esprit d'un bas-relief | Bernardo Parentino                                                                              | Vicence                                                                              | 1531                                        | plume et encre brune, lavis brun, papier beige doublé | H. 18,7 cm ; l. 27 cm | RF 438 recto                                    | département des Arts graphiques, donation de Charles-Horace His de La Salle, 1878                                                                             |
|              | 158 | Combat de tritons | inconnu                                                                                         | Bologne                                                                              | fin du XVe siècle                           | relief, terre cuite | H. 38 cm ; l. 57,8 cm ; pr. 7,5 cm | Camp 84                                         | département des sculptures, ancienne collection Giovanni Pietro Campana, acquise en 1861                                                                      |
|              | 159 | Combat de dieux marins, | Andrea Mantegna                                                                                 |                                                                                      | avant 1481                                  | burin et pointe sèche | H. 30,4 cm ; l. 42,2 cm | 3852 LR                                         | département des Arts graphiques, collection Edmond de Rothschild, donation d'Edmond de Rothschild, 1935                                                       |
|              | 160 | Combat de dieux marins | d'après Andrea Montegna                                                                         | Italie                                                                               | début du XVIe siècle                        | médaillon, bronze | diam. 17,8 cm ; ép. 1,08 cm | OA 3859 bis                                     | département des objets d'art, don de Charles Jules Maciet, 1874                                                                                               |
|              | 161 | Le Triomphe de l'Amour | d'après un modèle d'Andrea Montegna                                                             | Mantoue                                                                              | après 1478 ?                                | bronze à patine noire, fonte au sable | H. 24,6 cm ; l. 24,4 cm ; 2,45 cm | OA 9156                                         | département des objets d'art, donation de Charles-Horace His de La Salle, 1876                                                                                |
|              | 162 | Le Triomphe de Maximilien | d'après un projet d'Albrecht Dürer                                                              | Allemagne du Sud                                                                     | vers 1515                                   | relief, noyer | H. 46,4 cm ; l. 45,8 cm ; ép. 2,4 cm | MR 1740                                         | département des objets d'art, butin de la campagne d'Allemagne, 1806                                                                                          |
|              | 163 | Triomphe de Titus et Vespasien | Gaspare da Padova                                                                               |                                                                                      | vers 1475                                   | pointe d'or et d'argent (noirci) sur parchemin teinté pourpre ; trait d'encadrement à la pointe d'argent (noirci) ; collé en plein sur un papier lavé pourpre                          | H. 16,4 cm ; l. 24,5 cm | 774 DR                                          | département des Arts graphiques, collection Edmond de Rothschild, donation d'Edmond de Rothschild, 1935                                                       |
|              | 164 | Triomphe de César : soldats portant des trophées | attribué à Andrea Mantegna                                                                      |                                                                                      | vers 1500                                   | burin | H. 27,5 cm ; l. 32,1 cm | 3849 LR                                         | département des Arts graphiques, collection Edmond de Rothschild, donation d'Edmond de Rothschild, 1935                                                       |
|              | 165 | Triomphe de César : les joueurs de trompette | Andrea Mantegna (ou atelier ?)                                                                  |                                                                                      | fin du XVe siècle                           | plume et encre brune | H. 27,4 cm ; l. 27,7 cm | 775 DR recto                                    | département des Arts graphiques, collection Edmond de Rothschild, donation d'Edmond de Rothschild, 1935                                                       |
|              | 166 | Arc de triomphe de Maximilien. Première édition, | Albrecht Dürer, Hans Springklee, Wolf Traut, Albrecht Altdorfer, sur un projet de Jörg Kölderer | Nuremberg                                                                            | 1517-1518                                   | gravure sur bois | H. 341 cm ; l. 292 cm | L 36 LR                                         | département des Arts graphiques, collection Edmond de Rothschild, donation d'Edmond de Rothschild, 1935                                                       |
|              | 167 | Deux études de cimiers de cérémonie : études de grotesques, | attribué à Lorenzo Lutti dit Morto da Feltre                                                    |                                                                                      |                                             | plume et encre brune, lavis brun, sanguine, pierre noire | H. 38,7 cm ; l. 28 cm | INV 5086 recto                                  | département des arts graphiques, collection Philippe Baldinucci, acquis en 1806                                                                               |
|              | 168 | Deux moitiés de candélabres avec des motifs anthropomorphes, zoomorphes, et végétaux, | cercle d'Amico Aspertini                                                                        |                                                                                      |                                             | plume et encre brune, traces de pierre noire | H. 27,5 cm ; l. 19,3 cm | INV 4338 recto INV 4338 verso                   | département des Arts graphiques, collection de Guillaume II, roi des Pays-Bas, acquis lors de sa vente, La Haye, 1850                                         |
|              | 169 | Recto : grotesques Verso : études de figures, d'animaux vrais ou fantastiques et de motifs ornementaux de grotesques, | Perin del Vaga                                                                                  |                                                                                      | XVIe siècle                                 | Recto : plume et encre brune, stylet, lavis brun Verso : plume et encre brune, quelques traits à la sanguine et à la pierre noire                                                      | H. 27,9 cm ; l. 23,4 cm | INV 5013 recto INV 5013 verso                   | département des Arts graphiques, collection Charles-Paul de Saint-Morys, saisie des biens des Émigrés en 1793, remise au muséum en 1796-1797                  |
|              | 170 | Panneau d'ornements : trophées militaires sur un chariot, | Zoan Andrea                                                                                     |                                                                                      | 1505                                        | burin | H. 39,3 cm ; l. 13,4 cm | 3888 LR                                         | département des Arts graphiques, collection Edmond de Rothschild, donation d'Edmond de Rothschild, 1935                                                       |
|              | 171 | Panneau d'ornements : candélabre avec un triton et deux enfants, | Zoan Andrea                                                                                     |                                                                                      | entre 1505 et 1515                          | burin | H. 53,3 cm ; l. 8,7 cm | 4527 LR                                         | département des Arts graphiques, collection Edmond de Rothschild, donation d'Edmond de Rothschild, 1935                                                       |
|              | 172 | Coupe aux armes de Jean François | inconnu                                                                                         | Faenza                                                                               | vers 1524                                   | faïence | H. 3,5 cm ; diam. 24 cm | OA 11758                                        | département des objets d'art, legs de Mme Francis Hervouet, 1994                                                                                              |
|              | 173 | Coupe armoriée de décor à grotesques et de trophées | atelier de Mastro Giorgio Andreoli                                                              | Gubbio                                                                               | vers 1518-1519                              | faïence lustrée | H. 3 cm ; diam. 24 cm | OA 7585                                         | département des objets d'art, legs de la baronne Salomon de Rothschild, 1922                                                                                  |
|              | 174 | Assiette à décor de trophées et de chimère | inconnu                                                                                         | duché d'Urbino                                                                       | vers 1540                                   | faïence | H. 3 cm ; diam. 24 cm | OA 1788                                         | département des objets d'art, ancienne collection Giovanni Pietro Campana, acquise en 1861                                                                    |
|              | 175 | Panneau à décor de rinceaux avec une tête d'homme barbu de profil, | inconnu                                                                                         | France                                                                               | 1er quart du XVIe siècle                    | bois (chêne) | H. 80 cm ; l. 38 cm | OA 6987                                         | département des objets d'art, donation de la marquise Arconati-Visconti, 1916                                                                                 |
|              | 176 | Entrelacs : nœuds avec un écusson en forme de cœur | atelier de Léonard de Vinci                                                                     |                                                                                      | vers 1490-1500                              | burin | H. 29,2 cm ; l. 20,4 cm | 4069 LR                                         | département des Arts graphiques, collection Edmond de Rothschild, donation d'Edmond de Rothschild, 1935                                                       |
|              | 177 | Entrelacs : nœuds formant sept rosaces | atelier de Léonard de Vinci                                                                     |                                                                                      | vers 1490-1500                              | burin | H. 27 cm ; l. 21,2 cm | 4070 LR                                         | département des Arts graphiques, collection Edmond de Rothschild, donation d'Edmond de Rothschild, 1935                                                       |
|              | 178 | Boîte à décor d'entrelacs | inconnu                                                                                         | Syrie ou Égypte                                                                      | vers 1470-1500                              | laiton champlevé, gravé et maté, incrustation d'argent | H. 7,8 cm ; diam. 15,7 cm | OA 6009                                         | département des Arts de l'Islam |
|              | 179 | Paire de vases de pharmacie à décor d'entrelacs et de grotesques | inconnu                                                                                         | Sienne                                                                               | vers 1510                                   | faïence | H. 21 cm ; diam. 14 cm | R 240 R 241                                     | département des objets d'art, legs de la baronne Salomon de Rothschild, 1922                                                                                  |
|              | 180 | Pilastres à décor de candélabres | inconnu                                                                                         | Italie du Nord                                                                       | début du XVIe siècle                        | pierre (bordures refaites) | H. 207 cm ; l. 27,8 cm ; pr. 12 cm H. 206,5 cm ; l. 27,8 cm ; pr. 12 cm | Camp 85 A Camp 85 B                             | département des objets d'art, ancienne collection Giovanni Pietro Campana, acquise en 1861                                                                    |
|              | 181 | Six carreaux de pavement à décor de grotesques, | inconnu                                                                                         | Sienne                                                                               | 1509                                        | | Deux carreaux à fond jaune : H. 19 et 19,3 cm ; l. 19,5 et 19,3 cm ; pr. 2 cm Deux carreaux à fond noir : H. 20,5 cm ; l. 13,5 cm ; pr. 1,8 cm Carreau carré à fond jaune : l. 13,8 cm ; pr. 2,2 cm Carreau carré armorié : l. 19,7 cm ; pr. 2 cm | OA 1636 OA 1637 OA 1641 OA 1643 OA 1644 OA 3099 | département des objets d'art, ancienne collection Giovanni Pietro Campana, acquise en 1861 ; donation du baron Jean Charles Davillier, 1883 (pour OA 3099)    |
|              | 182 | Apocalipsis Johannis (Apocalypse selon saint Jean). Deuxième édition, | graveur florentin                                                                               | Pays-Bas                                                                             | vers 1440                                   | livre sylographique, avec signature au moyen de lettres gothique et de signes ; reliure moderne de vélin                                                                               | H. 27,3 cm ; l. 22,2 cm (plats) | L 51 LR                                         | département des Arts graphiques, W. L. Schreiber, acquis à Vienne le 3 mars 1909 par Edmond de Rothschild ; donation d'Edmond de Rothschild, 28 décembre 1935 |
|              | 183 | Saint François recevant les stigmates | graveur d'Italie du Nord                                                                        | Italie du Nord                                                                       | vers 1480                                   | xylographie, épreuve unique | H. 25,2 cm ; l. 19,2 cm | 3678 LR                                         | département des Arts graphiques, collection Edmond de Rothschild, donation d'Edmond de Rothschild, 1935                                                       |
|              | 184 | Vierge à mo-corps allaitant l'Enfant Jésus | graveur Allemand                                                                                |                                                                                      | vers 1460                                   | bois imprimé à l'encre noire à la presse, colorié de brun pâle, de laque rouge, de vert-de-gris, de jaune pâle                                                                         | H. 27,1 cm ; l. 18,1 cm | 11 LR                                           | département des Arts graphiques, collection Edmond de Rothschild, donation d'Edmond de Rothschild, 1935                                                       |
|              | 185 | Madone byzantine | graveur italien                                                                                 |                                                                                      | vers 1470-1500                              | xylographie | H. 27 cm ; l. 20 cm | 16 LR                                           | département des Arts graphiques, collection Edmond de Rothschild, donation d'Edmond de Rothschild, 1935                                                       |
|              | 186 | Vierge de Pitié, | atelier du Maître de Cologne                                                                    |                                                                                      | vers 1480                                   | manière criblée | H. 25,3 cm ; l. 18,5 cm | 45 LR                                           | département des Arts graphiques, collection Edmond de Rothschild, donation d'Edmond de Rothschild, 1935                                                       |
|              | 187 | Sainte Catherine | graveur germanique du XVe siècle                                                                |                                                                                      | vers 1460-1475                              | manière criblée | H. 17,5 cm ; l. 11,7 cm | 48 LR                                           | département des Arts graphiques, collection Edmond de Rothschild, donation d'Edmond de Rothschild, 1935                                                       |
|              | 188 | Le Maître d'école | Maso Finiguerra                                                                                 |                                                                                      | XVe siècle                                  | nielle sur papier | H. 5,8 cm ; l. 5,4 cm | 136 Ni                                          | département des Arts graphiques, collection Edmond de Rothschild, donation d'Edmond de Rothschild, 1935                                                       |
|              | 189 | Le Couronnement de la Vierge | Maso Finiguerra                                                                                 |                                                                                      | XVe siècle                                  | nielle de soufre | H. 13,7 cm ; l. 9,3 cm | 6 Ni                                            | département des Arts graphiques, collection Edmond de Rothschild, donation d'Edmond de Rothschild, 1935                                                       |
|              | 190 | Le Baptême du Christ | Maso Finiguerra                                                                                 |                                                                                      | XVe siècle                                  | nielle sur papier | H. 3,9 cm ; l. 7,1 cm | 137 Ni                                          | département des Arts graphiques, collection Edmond de Rothschild, donation d'Edmond de Rothschild, 1935                                                       |
|              | 191 | Allégorie relative au pape Paul II et à l'empereur Frédéric III | graveur italien                                                                                 |                                                                                      | vers 1470                                   | burin | H. 21,4 cm ; l. 14,2 cm | 3708 LR                                         | département des Arts graphiques, collection Edmond de Rothschild, donation d'Edmond de Rothschild, 1935                                                       |
|              | 192 | Combat d'hommes nus | Antonio Pollaiuolo                                                                              |                                                                                      | vers 1470-1475                              | burin, manière large ; épreuve de deuxième état | H. 40,2 cm ; l. 60 cm | 6813 LR                                         | département des Arts graphiques, collection Edmond de Rothschild, donation d'Edmond de Rothschild, 1935                                                       |
|              | 193 | Le Griffon | Martin Schongauer                                                                               |                                                                                      | XVe siècle                                  | burin | H. 10,8 cm ; l. 13,3 cm | 253 LR                                          | département des Arts graphiques, collection Edmond de Rothschild, donation d'Edmond de Rothschild, 1935                                                       |
|              | 194 | Le Soleil, | Baccio Baldini                                                                                  |                                                                                      | vers 1460                                   | manière fine, épreuve de premier état | H. 31,7 cm ; l. 21,7 cm | 3704 LR                                         | département des Arts graphiques, collection Edmond de Rothschild, donation d'Edmond de Rothschild, 1935                                                       |
|              | 195 | Coupe couverte : le Triomphe de la Chasteté, | inconnu                                                                                         | Venise                                                                               | dernier tiers du XVe siècle                 | verre bleu, émaillé et doré | H. 27,8 cm ; diam. 14 cm | OA 7564                                         | département des objets d'art, legs de la baronne Salomon de Rothschild, 1922                                                                                  |
|              | 196 | Coupe | inconnu                                                                                         | Venise                                                                               | fin du XVe siècle - début du XVIe siècle    | verre incolore, émaillé et doré | H. 16 cm ; diam. 27,5 cm | R 9                                             | département des objets d'art, legs de la baronne Salomon de Rothschild, 1922                                                                                  |
|              | 197 | Coupe aux armes des Médicis | inconnu                                                                                         | Venise                                                                               | entre 1513 et 1534                          | verre incolore, émaillé et doré | H. 7,5 cm ; diam. 26,5 cm | R 100                                           | département des objets d'art, legs de la baronne Salomon de Rothschild, 1922                                                                                  |
|              | 198 | Coupe couverte | inconnu                                                                                         | Venise                                                                               | fin du XVIe siècle - début du XVe siècle    | émail peint sur cuivre, or | H. 23,5 cm ; diam. 16 cm | R 258                                           | département des objets d'art, legs de la baronne Salomon de Rothschild, 1922                                                                                  |
|              | 199 | Coupe godronnée | inconnu                                                                                         | Venise                                                                               | fin du XVe siècle - début du XVIe siècle    | émail peint sur cuivre, or | H. 6 cm ; diam. 29,5 cm | R 256                                           | département des objets d'art, legs de la baronne Salomon de Rothschild, 1922                                                                                  |
|              | 200 | Plat avec décor à la bryonne et inscription « IHS », | inconnu                                                                                         | Manises (Espagne)                                                                    | milieu du XVe siècle                        | faïence lustrée | H. 8 cm ; diam. 46 cm | OA 4032                                         | département des objets d'art, legs de Jean-Léonce Leroux, 1892                                                                                                |
|              | 201 | Cruche à bec trilobé, orné d'un poisson à tête humaine, | inconnu                                                                                         | Montelupo (Toscane)                                                                  | vers 1480-1490                              | faïence | H. 19 cm ; l. 22,5 cm | OA 6127                                         | département des objets d'art, acquis en 1908 |
|              | 202 | Albarello à décor de pampres bicolore, | inconnu                                                                                         | Manises (Espagne)                                                                    | milieu du XVe siècle                        | faïence lustrée | H. 33,8 cm ; diam. 16 cm | OA 8987                                         | département des objets d'art, legs d'Antonin Personnaz, 1937                                                                                                  |
|              | 203 | Albarello armorié avec décor à la bryone, | inconnu                                                                                         | Montelupo (Toscane)                                                                  | vers 1480-1490                              | faïence | H. 20,4 cm ; diam. 13 cm | OA 5989                                         | département des objets d'art, acquis en 1905 |
|              | 204 | Deux têtes de séraphins | Andrea della Robbia                                                                             | Florence                                                                             | vers 1494-1519                              | terre cuite émaillée | H. 33,5 cm ; pr. 11 cm H. 33,5 cm ; pr. 11,5 cm | Camp 65 A Camp 65 B                             | département des sculptures, ancienne collection Giovanni Pietro Campana, acquise en 1861                                                                      |
|              | 205 | Plat : jeune homme montrant du doigt l'inscription « ama » | inconnu                                                                                         | Montelupo (Toscane) ?                                                                | seconde moitié du XVe siècle                | faïence | H. 6,5 cm ; diam. 32 cm | OA 2624                                         | département des objets d'art, acquis en 1884 |
|              | 206 | Vase à deux anses | inconnu                                                                                         | Deruta (Ombrie)                                                                      | 1re moitié du XVIe siècle                   | faïence lustrée | H. 26,3 cm ; l. 25 cm | OA 1879                                         | département des objets d'art, ancienne collection Giovanni Pietro Campana, acquise en 1861                                                                    |
|              | 207 | Plat d'apparat « Bella Donna » | inconnu                                                                                         | Deruta (Ombrie)                                                                      | début du XVIe siècle                        | faïence lustrée | H. 4,5 cm ; diam. 32,8 cm | OA 1704                                         | département des objets d'art, ancienne collection Giovanni Pietro Campana, acquise en 1861                                                                    |
|              | 208 | Assiette à cuvette profonde, décorée d'un putto tenant une épée ensanglantée et une tête coupée | inconnu                                                                                         | Gubbio (Ombrie)                                                                      | vers 1525-1535                              | faïence lustrée | H. 4 cm ; diam. 24,5 cm | OA 1532                                         | département des objets d'art, ancienne collection Giovanni Pietro Campana, acquise en 1861                                                                    |
|              | 209 | Assiette : Le Mariage d'Iphis et Ianthé | Giulio da Urbino                                                                                | lustré à Gubbio (Ombrie)                                                             | 1533                                        | faïence lustrée | H. 2,5 cm ; diam. 26,5 cm | OA 6426                                         | département des objets d'art, don d'Herman Georges Berger en souvenir de son père Paul Louis Georges Berger, 1910                                             |
|              | 210 | Coupe à décor moulé figurant la Vierge à l'Enfant | inconnu                                                                                         | Gubbio (Ombrie)                                                                      | vers 1530-1540                              | faïence lustrée | H. 6 cm ; diam. 21,5 cm | OA 1474                                         | département des objets d'art, ancienne collection Giovanni Pietro Campana, acquise en 1861                                                                    |
|              | 211 | La Vierge à l'Enfant, d'après La Vierge à l'Enfant aux candélabres | suiveur de Donatello ?                                                                          | Italie du Nord                                                                       | fin du XVe siècle                           | baiser de paix, bronze doré | H. 13 cm ; l. 11 cm ; pr. 3,3 cm | OA 2540                                         | département des objets d'art, acquis en 1882 |
|              | 212 | Bénitier à six facettes : La Crucifixion et douze saints et apôtres | inconnu                                                                                         | Limoges                                                                              | vers 1490                                   | émail peint sur cuivre, or, seau intérieur d'étain (moderne) | H. 24,5 cm ; l. 10,5 cm ; pr. 8,5 cm | OA 12123                                        | département des objets d'art, acquis en 2003 |
|              | 213 | La Crucifixion, entre La Flagellation et La Descente de Croix | inconnu                                                                                         | Limoges                                                                              | vers 1500                                   | triptyque, émail peint sur cuivre, or, cuivre doré | H. 26,5 cm ; l. 40 cm (avec cadre) | OA 3088                                         | département des objets d'art, donation du baron Jean Charles Davillier, 1883                                                                                  |
|              | 214 | Éole déchaîne les vents sur les Troyens à la prière de Junon | Maître de l'Énéide                                                                              | Limoges                                                                              | vers 1530                                   | plaque, émail peint sur cuivre, or | H. 22,2 cm ; l. 20,1 cm | OA 7550                                         | département des objets d'art, legs de la baronne Salomon de Rothschild, 1922                                                                                  |
|              | 215 | Coupe couverte : allégorie du Vin | Pierre Reymond                                                                                  | Limoges                                                                              | 1544                                        | émail peint sur cuivre, or | H. totale 21,7 cm ; diam. 20,5 cm | OA 974                                          | département des objets d'art, donation d'Alexandre-Charles Sauvageot, 1856                                                                                    |
|              | 216 | Coffret à scènes profanes moralisatrices | attribué à Colin Nouailher                                                                      | Limoges                                                                              | 2d moitié du XVIe siècle                    | émail peint sur cuivre, or, cuivre doré | H. 13 cm ; l. 17,3 cm ; pr. 13,8 cm | OA 10561                                        | département des objets d'art, don de M. et Mme Grog-Carven, 1973                                                                                              |
|              | 217 | La Toilette de Pysché et le père de Psyché consulte l'oracle d'Apollon, | Léonard Limosin                                                                                 | Limoges                                                                              | 1543                                        | deux plaques, émail peint sur cuivre, or, bois doré | H. 31,5 et 31 cm ; l. 37 cm ; pr. 3 cm (avec cadre) | MRR 280 MRR 281                                 | département des objets d'art, ancienne collection Pierre Révoil, acquise en 1828                                                                              |
|              | 218 | Le peuple rend les honneurs divins à Psyché et l'Abandon de Psyché | attribué à Pierre Pénicaud                                                                      | Limoges                                                                              | milieu du XVIe siècle                       | deux assiettes, émail peint sur cuivre, or | H. 2,5 cm ; diam. 19,5 cm | R 309 R 310                                     | département des objets d'art, legs de la baronne Salomon de Rothschild, 1922                                                                                  |
|              | 219 | Albarello : portrait d'homme de profil | Masseot Abaquesne                                                                               | Rouen                                                                                | vers 1545                                   | faïence | H. 25 ; diam. 11,5 cm | OA 5961                                         | département des objets d'art, don de Raymond Kœchlin, 1904 |
|              | 220 | Quatre carreaux provenant du pavement de Notre-Dame de Brou, bustes d'hommes et de femmes en habits contemporains | inconnu                                                                                         | Bourg-en-Bresse (Ain)                                                                | vers 1531                                   | faïence | H. 14 cm ; l. 14 cm | OA 3963 OA 3964 OA 3965 OA 3966                 | département des objets d'art, acquis en 1897 |
|              | 221 | Salière triangulaire avec des écussons aux armes de France | atelier dit de Saint-Porchaire                                                                  |                                                                                      | milieu du XVIe siècle                       | terre kaolinique, glaçure plombifère | H. 15 cm ; l. 13,5 cm ; pr. 12,6 cm | OA 1308                                         | département des objets d'art, donation d'Alexandre-Charles Sauvageot, 1856                                                                                    |
|              | 222 | Coupe couverte avec à l'intérieur un écusson aux armes de France | atelier dit de Saint-Porchaire                                                                  |                                                                                      | milieu du XVIe siècle                       | terre kaolinique, glaçure plombifère | H. totale 22,5 cm ; diam. 15,5 cm | OA 1306                                         | département des objets d'art, donation d'Alexandre-Charles Sauvageot, 1856                                                                                    |
|              | 223 | Horloge de table carrée, | inconnu                                                                                         | Allemagne                                                                            | XVIe siècle                                 | laiton doré, bronze | H. 8,1 cm ; l. 14,5 cm | OA 675                                          | département des objets d'art, donation d'Alexandre-Charles Sauvageot, 1856                                                                                    |
|              | 224 | Horloge de table en forme de livre | Hans Schnier                                                                                    | Spire                                                                                | 1583                                        | laiton doré | H. 11,5 cm ; l. 7,4 cm ; pr. 2,9 cm | OA 10144                                        | département des objets d'art, legs de Mme Claudius Côte, 1961                                                                                                 |
|              | 225 | Horloge de table cylindrique | T. Chartier                                                                                     | Blois                                                                                | milieu du XVIe siècle                       | laiton doré, fer | H. 4,4 cm ; diam. 5,1 cm | OA 8282                                         | département des objets d'art, legs de Jules-René Olivier, 1935                                                                                                |
|              | 226 | Montre en forme de tambour | HK                                                                                              | Allemagne                                                                            | 3e quart du XVIe siècle                     | laiton doré, acier | H. 2,5 cm ; diam. 6,7 cm | MRR 242                                         | département des objets d'art, ancienne collection Pierre Révoil, acquise en 1828                                                                              |
|              | 227 | Montre en forme de tambour | HG                                                                                              | Allemagne                                                                            | 3e quart du XVIe siècle                     | laiton doré, acier | H. 2,5 cm ; diam. 6,7 cm | OA 10047                                        | département des objets d'art, legs de Mme Claudius Côte, 1961                                                                                                 |
|              | 228 | Montre sphérique | Jacques de La Garde                                                                             | Blois                                                                                | 1551                                        | laiton doré, fer | H. 5,5 cm ; diam. 5,5 cm | OA 7019                                         | département des objets d'art, don de Paul Garnier, 1916 |
|              | 229 | Montre en forme de croix | C. Phelizot                                                                                     |                                                                                      | fin du XVIe siècle                          | cristal de roche, argent, laiton doré, émail, or | H. 6,4 cm ; l. 3,5 cm ; ép. 2,1 cm | MRR 241                                         | département des objets d'art, ancienne collection Pierre Révoil, acquise en 1828                                                                              |
|              | 230 | Montre octogonale | Pierre Combret                                                                                  | Lyon                                                                                 | fin du XVIe siècle                          | cristal de roche, laiton doré | H. 5,9 cm ; l. 3,3 cm ; ép. 2,7 cm | OA 10061                                        | département des objets d'art, legs de Mme Claudius Côte, 1961                                                                                                 |
|              | 231 | Montre en forme de baril | HG                                                                                              |                                                                                      | fin du XVIe siècle                          | laiton doré, fer, cristal de roche | H. 4,2 cm ; l. 3,7 cm | OA 8290                                         | département des objets d'art, legs de Jules-René Olivier, 1935                                                                                                |
|              | 232 | Montre ovale | P. Cuper                                                                                        | Blois                                                                                |                                             | fin du XVIe siècle | H. 5,4 cm ; l. 3,1 cm ; ép. 2,1 cm | OA 7022                                         | département des objets d'art, don de Paul Garnier, 1916 |
|              | 233 | Chaire à fronton | inconnu                                                                                         | France                                                                               | 1re moitié du XVIe siècle                   | bois (noyer et chêne) | H. 223 cm ; l. 77 cm ; pr. 63 cm | OA 3116                                         | musée national de la Renaissance (château d'Écouen), dépôt du musée du Louvre, donation du baron Jean Charles Davillier, 1883                                 |
|              | 234 | Coffre à décor de profils masculins casqués | inconnu                                                                                         | France                                                                               | 1er tiers du XVIe siècle                    | bois (chêne) | H. 80,25 cm ; l. 167,5 cm ; pr. 56,7 cm | OA 6976                                         | département des objets d'art, donation de la marquise Arconati-Visconti, 1916                                                                                 |
|              | 235 | Banc-coffre | inconnu                                                                                         | France                                                                               | 1re moitié du XVIe siècle                   | bois (chêne) | H. 97 cm ; l. 181 cm ; pr. 58 cm | PE 1108                                         | musée des arts décoratifs, legs d'Émile Peyre, 1905 |
|              | 236 | Dressoir à décor de rinceaux et de candélabres | inconnu                                                                                         | France                                                                               | 1er tiers du XVIe siècle                    | bois (chêne ?), fer forgé | H. 142 cm ; l. 116 cm ; pr. 48 cm | OA 6973                                         | département des objets d'art, donation de la marquise Arconati-Visconti, 1916                                                                                 |
|              | 237 | Porte, | inconnu                                                                                         | Rouen                                                                                | 1re moitié du XVIe siècle                   | bois (chêne) | H. 360 cm ; l. 148 cm ; ép. 27 cm | E.Cl. 11489                                     | musée national de la Renaissance (château d'Écouen), acquis par le musée de Cluny en 1887                                                                     |
|              | 238 | Panneaux de boiseries à décor de candélabres et de profils en médaillon | inconnu                                                                                         | France                                                                               | vers 1530                                   | bois (noyer, chêne) | H. 55 cm ; l. 14 cm (chaque panneau) | PE 1258                                         | musée des arts décoratifs, legs d'Émile Peyre, 1905 |
|              | 239 | Pavement | Masseot Abaquesne                                                                               |                                                                                      | 1542                                        | faïence | H. 11 cm ; l. 11 cm ; ép. 2,5 cm (chaque carreau) |                                                 | musée national de la Renaissance (château d'Écouen) |
|              | 240 | Ulysse et les prétendants ? | inconnu                                                                                         | Pays-Bas du Sud ?                                                                    | 1re moitié du XVIe siècle                   | rondels, vitrail en grisaille teinté de jaune | diam. 22 cm | OA 1201                                         | département des objets d'art, donation d'Alexandre-Charles Sauvageot, 1856                                                                                    |
|              | 241 | Salomé apportant la tête de saint Jean-Baptiste à Hérode | inconnu                                                                                         | Pays-Bas du Sud ?                                                                    | 1re moitié du XVIe siècle                   | rondels, vitrail en grisaille teinté de jaune | diam. 23 cm | OA 1207                                         | département des objets d'art, donation d'Alexandre-Charles Sauvageot, 1856                                                                                    |
|              | 242 | Scène de banquet | inconnu                                                                                         | Pays-Bas du Sud ?                                                                    | 1re moitié du XVIe siècle                   | rondels, vitrail en grisaille teinté de jaune | diam. 24 cm | OA 1208                                         | département des objets d'art, donation d'Alexandre-Charles Sauvageot, 1856                                                                                    |
|              | 243 | Saint Georges terrassant le dragon | inconnu                                                                                         | Pays-Bas du Sud ?                                                                    | 1re moitié du XVIe siècle                   | rondels, vitrail en grisaille teinté de jaune | diam. 24 cm | OA 1210                                         | département des objets d'art, donation d'Alexandre-Charles Sauvageot, 1856                                                                                    |
|              | 244 | « Caravane de girafes et de zèbres » de la tenture de L'Histoire du Portugal et de l'Inde, | inconnu                                                                                         | Tournai                                                                              | vers 1510-1520                              | tapisserie, laine et soie | H. 335 cm ; l. 390 cm | OAR 62                                          | département des objets d'art |
|              | 245 | « Chasse aux lions » de la tenture de L'Histoire du Portugal et de l'Inde, | inconnu                                                                                         | Tournai                                                                              | vers 1510-1520                              | tapisserie, laine et soie | H. 335 cm ; l. 360 cm | OAR 74                                          | département des objets d'Art |
|              | 246 | L'Incarnation du Christ, | Fra Bartolomeo                                                                                  | Florence                                                                             | 1515                                        | bois | H. 96 cm ; l. 76 cm | INV 96                                          | département des peintures, acquis par François Ier probablement entre 1515 et 1530                                                                            |
|              | 247 | François Ier en saint Jean-Baptiste, | Jean Clouet                                                                                     | Tours                                                                                | vers 1519-1520                              | bois (chêne) | H. 96 cm ; l. 79 cm | RF 2005-12                                      | département des peintures, don d'Alec et Guy Wildenstein, 2005                                                                                                |
|              | 248 | François Ier | Benvenuto Cellini                                                                               | Paris                                                                                | 1537                                        | médaille, surmoulage ancien, bronze à patine noire | diam. 4,04 cm ; ép. 0,67 cm | OA 12395                                        | département des objets d'art |
|              | 249 | François Ier | Titien                                                                                          | Venise                                                                               | vers 1538                                   | toile | H. 109 cm ; l. 89 cm | INV 753                                         | département des peintures, acquis par Louis XIV en 1665 |
|              | 250 | François Ier | fonte de Louis-Claude Vassé                                                                     |                                                                                      | 1757                                        | buste, bronze | H. 63 cm ; l. 81 cm ; pr. 42 cm | MR 1686                                         | département des sculptures, collection royale |
|              | 251 | Saint Thomas sous les traits de François Ier, | attribué à Léonard Limosin                                                                      | Limoges                                                                              | vers 1550                                   | plaque, émail peint sur cuivre, cadre de bois moderne | H. 91,8 cm ; l. 43,4 cm | MR XIII suppl. 211                              | département des objets d'art, ancien couvent des Feuillantines à Paris, musée des monuments français, entré au Louvre en 1816                                 |
|              | 252 | Le Tireur d'épine, | d'après l'antique                                                                               | Rome                                                                                 | vers 1540                                   | statue, bronze | H. 72 cm ; l. 56 cm ; pr. 45 cm | MR 1677                                         | musée national du château de Fontainebleau, en dépôt au département des sculptures, collection de François Ier                                                |
|              | 253 | Sainte Anne, la Vierge, et l'Enfant jouant sur un agneau, | Léonard de Vinci                                                                                | Florence, Milan, Rome et France                                                      | vers 1503-1519                              | bois (peuplier) | H. 168 cm ; l. 113 cm | INV 776                                         | département des peintures, acquis par François Ier en 1518 |
| 1.           |     | |                                                                                                 |                                                                                      |                                             | | |                                                 | |

## Réactions et critiques

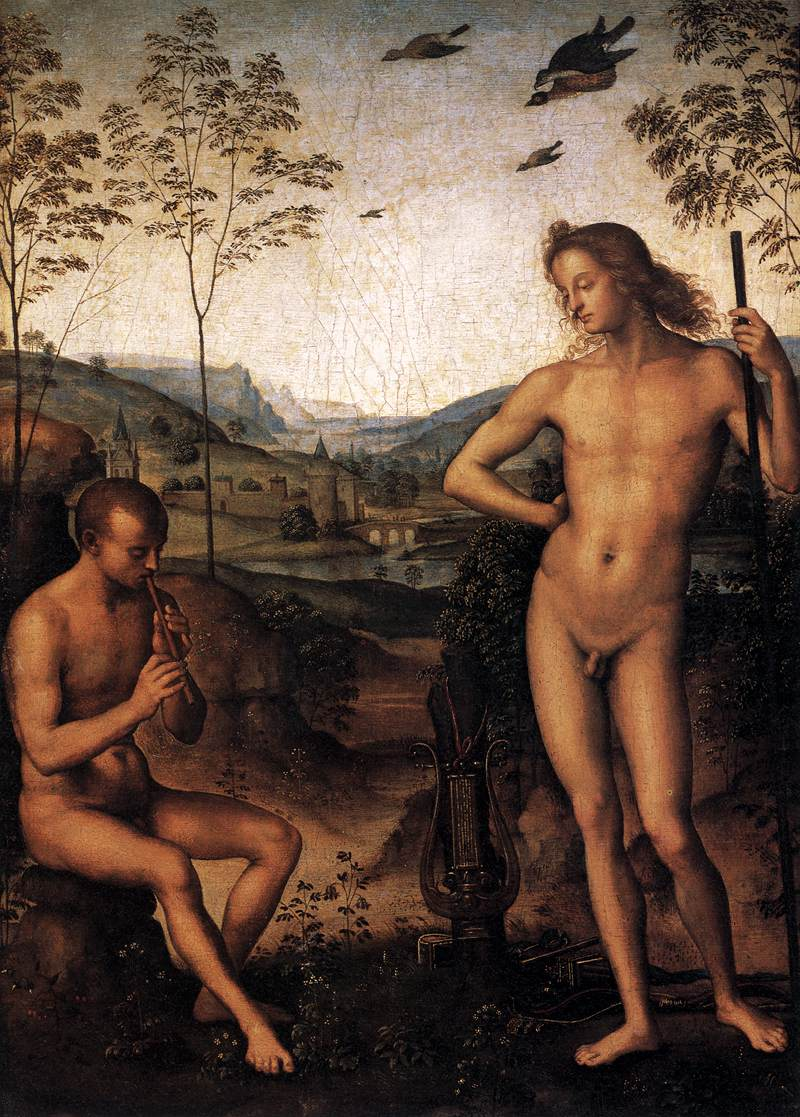
Apollon et Daphnis, Le Pérugin.

## Publications
Le catalogue de l'exposition est en vente au prix de 39 €. Sa couverture représente un détail du tableau Apollon et Daphnis du Pérugin. Grande Galerie, le journal du musée du Louvre, a réalisé un dossier spécial sur le Louvre-Lens pour son no 22, couvrant la période de décembre 2012 à février 2013, dans lequel Renaissance est évoquée.